# Família Airbus A320
|  | «A320» redirigeix aquí. Vegeu-ne altres significats a «A320 (desambiguació)». |

La família Airbus A320 és una sèrie d'avions bireactors de fuselatge estret i curt-mitjà abast desenvolupats i fabricats per Airbus. Inclou l'A318, l'A319, l'A320 i l'A321, així com l'avió de negocis ACJ. Aquesta família es coneix igualment amb el nom d'A320ceo des de la introducció de la família A320neo. Les diferents versions tenen un abast d'entre 3.100 i 12.000 km (1.700 a 6.500 mn) i poden transportar fins a 236 passatgers.
El primer membre de la família, l'A320, fou llançat el març del 1984, emprengué el seu primer vol el 22 de febrer del 1987 i fou lliurat per primera vegada el març del 1988 a l'operador de llançament, Air France. La família, pionera en l'ús de sistemes de control per senyals elèctrics i palanques de control laterals en avions comercials, ha anat creixent des d'aleshores amb la introducció de l'A321 (primera entrega el 1994), l'A319 (1996) i l'A318 (2003). Les diferents versions han anat passant per un procés de millora contínua des de la seva entrada en servei. El muntatge final dels avions de la família es duu a terme a Tolosa (França) i Hamburg (Alemanya). A més a més, una fàbrica situada a Tianjin (Xina) produeix unitats per a aerolínies xineses des del 2009, mentre que les instal·lacions de muntatge final de Mobile (Alabama), als Estats Units, lliuraren el seu primer A321 l'abril del 2016.
A juliol del 2025 s'havien entregat 12.151 avions de la família Airbus A320, dels quals 11.187 continuaven en servei. A més a més, Airbus té comandes en ferm per a unes altres 7.134 unitats. Es convertí en la família d'avions de reacció venuda més ràpidament de tot el món, segons dades d'entre el 2005 i el 2007, així com en el programa d'avions d'una sola generació més venut. La família A320 ha tingut una molt bona acollida entre les aerolínies, incloent-hi operadors de baix cost com EasyJet, que substituí la seva flota antiquada de Boeing 737 per A319 i A320. A abril del 2025, American Airlines era el principal operador d'avions de la família Airbus A320, amb un total de 483 unitats. Les diferents versions competeixen directament amb el 737 i s'han disputat mercats amb el Boeing 717, el Boeing 757 i l'MD-80/MD-90.
El desembre del 2010, Airbus anuncià el llançament de l'A320neo, una nova generació de la família A320. L'A320neo, que ve equipat amb motors nous i més eficients, té un fuselatge millorat i incorpora aletes de punta alar (anomenades sharklets per Airbus), ofereix un estalvi de combustible de fins al 15%. A desembre del 2018, més de 70 aerolínies havien encarregat un total de 6.526 avions de la família A320neo, fet que el converteix en l'avió de passatgers venut més ràpidament de tot el món. El primer A320neo fou lliurat a Lufthansa el 20 de gener del 2016 i entrà en servei cinc dies més tard.

## Desenvolupament

### Context
| Model               | A300              | A310              | A320              | A330               | A340               |
| ------------------- | ----------------- | ----------------- | ----------------- | ------------------ | ------------------ |
| Codi(s) anterior(s) | -                 | B10               | SA2               | B9 (TA9)           | B11 (TA11)         |
| Primer vol          | 1972              | 1983              | 1988              | 1994               | 1993               |
| Fuselatge           | Ample             | Ample             | Estret            | Ample              | Ample              |
| Motors              | 2                 | 2                 | 2                 | 2                  | 4                  |
| Abast               | 4.050 mn 7.500 km | 4.350 mn 8.050 km | 3.300 mn 6.100 km | 6.350 mn 11.750 km | 7.300 mn 13.500 km |

El primer avió de passatgers d'Airbus, l'A300, fou concebut des del primer moment com a part d'una família diversa que competís amb Boeing i Douglas, dos fabricants d'avions consolidats dels Estats Units. Per aquest motiu, des de bon principi s'emprengueren estudis d'avions derivats de l'A300B. Abans de presentar l'A300, Airbus n'identificà nou variants diferents, conegudes amb denominacions que anaven des de B1 fins a B9. Una desena variant concebuda el 1973, que posteriorment seria la primera a ser fabricada, fou batejada A300B10. Aquest disseny, més petit, s'acabaria convertint en l'A310, un avió de llarg abast. Seguidament, Airbus centrà els seus esforços en estudis d'avions de fuselatge estret (SA), un mercat que en aquell moment dominaven el Boeing 737 i el McDonnell Douglas DC-9.
Diversos fabricants europeus tenien plans per construir un avió que succeís al BAC One-Eleven, que havia tingut un cert èxit, i substituís el 737-200 i el DC-9. Les empreses Messerschmitt-Bölkow-Blohm (Alemanya), British Aircraft Corporation (Regne Unit), Saab (Suècia) i CASA (Espanya) es posaren a treballar en el EUROPLANE, un avió d'entre 180 i 200 seients que fou abandonat en envair el segment de mercat de l'A310, mentre que VFW-Fokker, Dornier i Hawker Siddeley optaren per dissenys de 150 seients.
El disseny elegit entre les diferents opcions que preveia l'estudi JET fou el JET2 (per a 163 passatgers), que posteriorment seria conegut com a sèrie Airbus S.A1/2/3 abans de rebre el nom definitiu «A320» per al seu llançament el 1984. Uns anys abans, el 1965, Hawker Siddeley havia produït un disseny conegut com a HS.134 «Airbus», una versió més avançada de l'HS.121 (anteriorment DH.121) Trident amb una configuració general força similar a la del futur JET3. En aquell moment, el nom «Airbus» encara es referia a unes especificacions de British European Airways i no al futur programa internacional.

### Fase de disseny

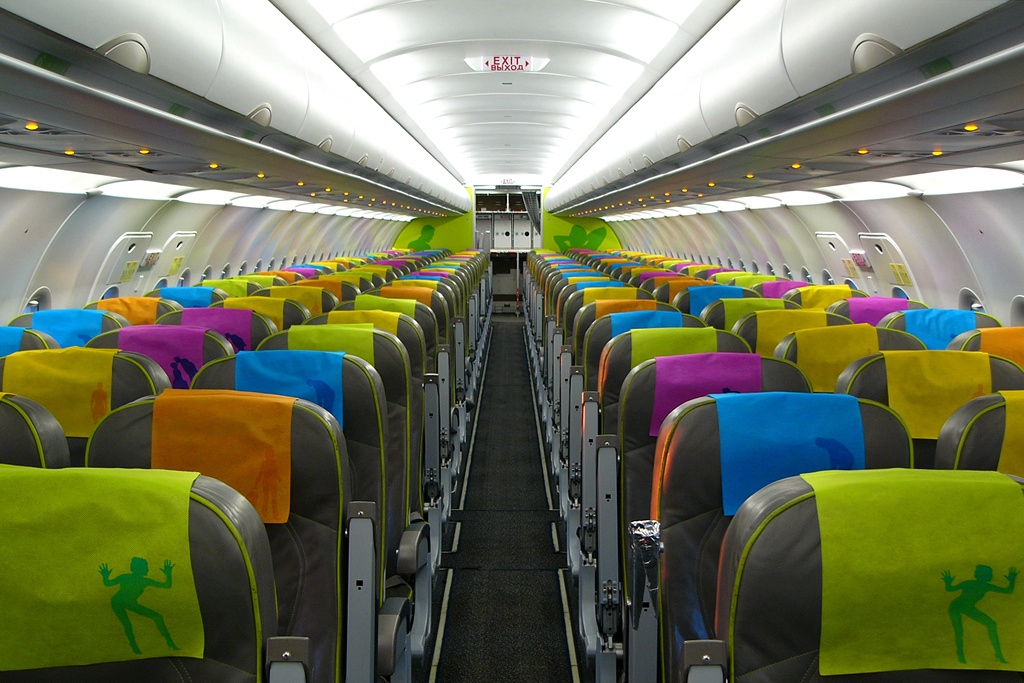
La configuració de cabina amb sis seients per filera

El programa Joint European Transport ('Transport Conjunt Europeu'), impulsat per British Aerospace (BAe), Aerospatiale, Dornier i Fokker, fou llançat el juny del 1977. Estava radicat a les instal·lacions de BAe (anteriorment de Vickers) a la localitat britànica de Weybridge. Malgrat que els membres del programa eren tots els socis d'Airbus, veien aquest projecte com una col·laboració a part. Aquest concepte, centrat en el segment de mercat de 130 a 188 seients i propulsat per dos motors CFM56, es considera el predecessor de l'Airbus A320. Estava previst que tingués una velocitat de creuer de Mach 0,84 (superior a la del Boeing 737). El programa fou posteriorment transferit a Airbus i, el 1980, desembocà en la creació dels estudis SA sota la direcció de l'antic líder del programa JET, Derek Brown. El grup examinà tres variants, que abastaven el segment de mercat de 125 a 180 seients, s'anomenaven «SA1», «SA2» i «SA3» i s'acabarien convertint en l'A319, l'A320 i l'A321, respectivament. El programa d'avions de fuselatge estret provocà divisions en el si d'Airbus sobre la conveniència de dissenyar un bireactor d'abast més curt en lloc del quadrireactor de llarg abast que desitjaven els alemanys occidentals, especialment Lufthansa. Tanmateix, el projecte tirà endavant i, més tard, Lufthansa acabaria comprant el bireactor.
El febrer del 1981, el projecte fou rebatejat «A320» i els seus esforços se centraren en la variant que fins aleshores s'havia conegut com a «SA2». Airbus es passà l'any treballant amb Delta Air Lines en un avió de 150 seients imaginat i desitjat per l'aerolínia estatunidenca. Estava previst que l'A320 pogués transportar 150 passatgers a una distància de 3.440 o 5.280 km (1.860 o 2.850 mn). Una versió faria 36,04 m de llargada i l'altra 39,24 m. Després de valorar la possibilitat de fer servir el mateix diàmetre del fuselatge «que els Boeing 707 i 727, o alguna cosa millor», Airbus s'acabà decantant per un diàmetre intern de 3,7 m que superava els 3,45 m de Boeing. Tot i que augmentava el pes de l'avió, aquesta decisió també li permetia competir amb el 737 en millors condicions. Les ales de l'A320 passaren per diverses fases de disseny fins que es feu una aposta definitiva per una envergadura de 33,91 m.

### Repartiment de la feina entre països
Tant el Regne Unit com França i Alemanya Occidental volien ocupar-se del muntatge final i les tasques associades. Els alemanys desitjaven el 40% de la feina, mentre que els britànics proposaven una alternança en les tasques més importants per ajudar els diferents socis a adquirir experiència en producció i en recerca i desenvolupament. Al final, els britànics aconseguiren una proporció més alta de la feina que en els dos projectes anteriors d'Airbus.
França estava disposada a oferir subsidis per al llançament del programa, mentre que els alemanys es mostraven més reticents. El govern britànic es negava a finançar les eines demanades per BAe, amb un cost estimat de 250 milions de lliures, que no arribarien fins a tres anys més tard. L'1 de març del 1984, el govern i el fabricant tancaren un acord que preveia el pagament de 50 milions de lliures de manera incondicional i el pagament de la resta en forma de taxa sobre cada avió venut. El mateix any, la revista Flight International estimà el cost del programa en 2.000 milions de lliures. (equivalent a uns 6.000 milions de lliures del 2021).

### Llançament

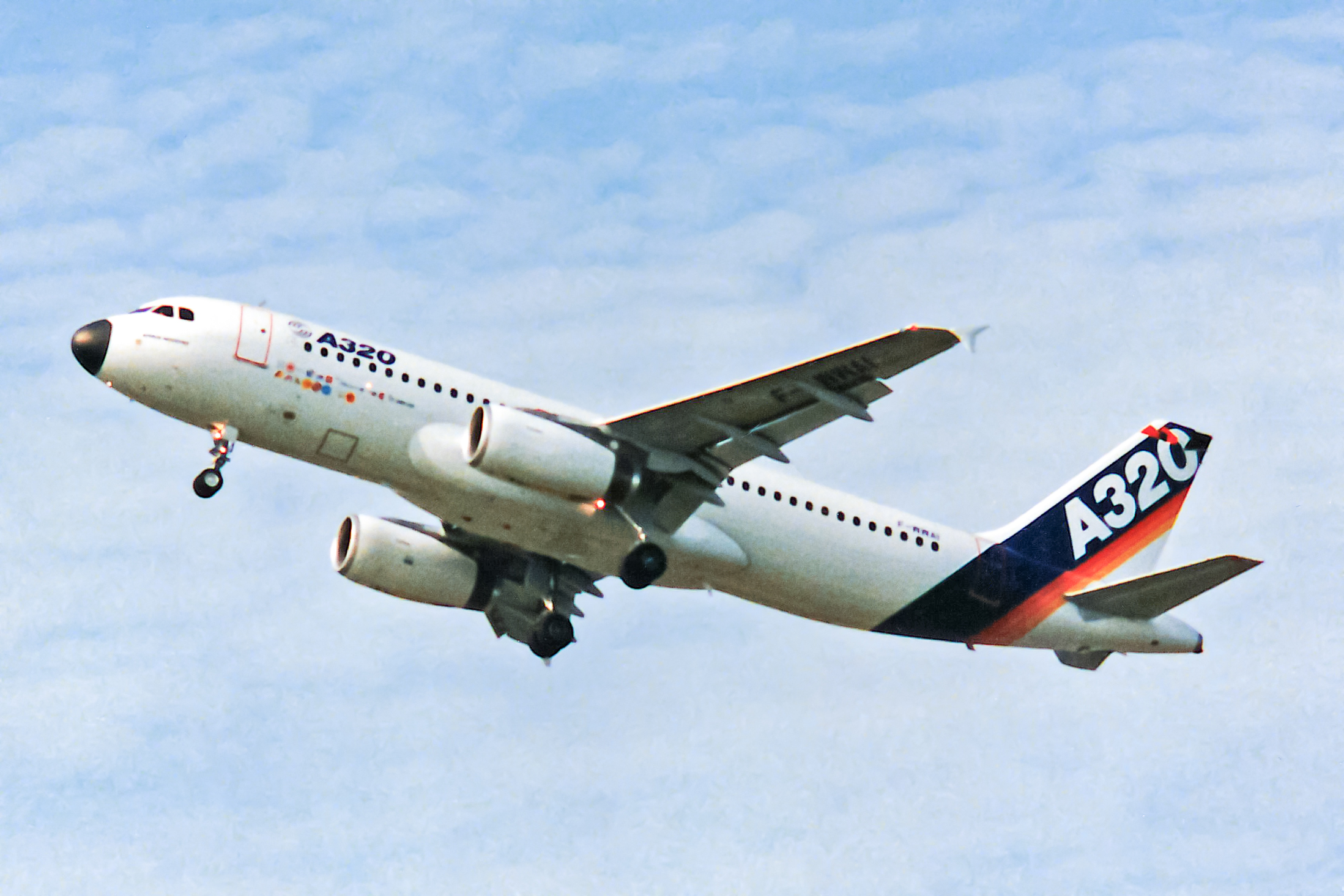
Primer prototip de l'A320 a la Fira Aeronàutica de Farnborough del 1988

El programa fou llançat el 2 de març del 1984 amb 96 comandes en cartera. El primer client fou Air France, que formalitzà una carta d'intencions per a 25 A320 i una opció per a 25 unitats més a la Fira Aeronàutica de París del 1981. L'octubre del 1983, British Caledonian feu una comanda en ferm de set avions. El novembre del 1984, Cyprus Airways esdevingué el primer operador a fer una comanda d'A320 equipats amb motors V2500, seguit per Pan Am amb 16 comandes en ferm i 34 opcions el gener del 1985 i posteriorment Inex Adria. Una de les comandes més importants d'aquest període fou la de 100 A320 amb motors CFM56 feta per Northwest Airlines l'octubre del 1986 i confirmada a la Fira Aeronàutica de Farnborough del 1990.
Durant el desenvolupament de l'A320, Airbus i Lufthansa valoraren la possibilitat d'equipar-lo amb hèlices transsòniques, una tecnologia experimental que consisteix fonamentalment en motors amb ventiladors a l'exterior de les navetes. Malgrat que aquest tipus de motor oferia la velocitat dels turboventiladors i l'economia de funcionament de les turbohèlices, Airbus s'acabà decantant per turboventiladors.
Estava previst que l'A320 fos propulsat per dos motors CFM56-5-A1s amb un empenyiment nominal de 111,2 kN. Aquesta fou l'única opció de motors disponible fins al llançament del V2500 d'International Aero Engines, una aliança d'empreses formada per Rolls-Royce plc, Pratt & Whitney, Japanese Aero Engine Corporation, Fiat i MTU. El nom «V2500» ve del fet que la seva primera variant, el V2500-A1, proporciona un empenyiment de 110 kN, o 25.000 lbf en unitats imperials. És un 4% més eficient que el CFM56, amb un consum específic de combustible durant la fase de creuer de 16,3 g/kN/s en el cas del V2500-A5 i 16,9 g/kN/s en el cas del CFM56-5A1.

### Entrada en servei

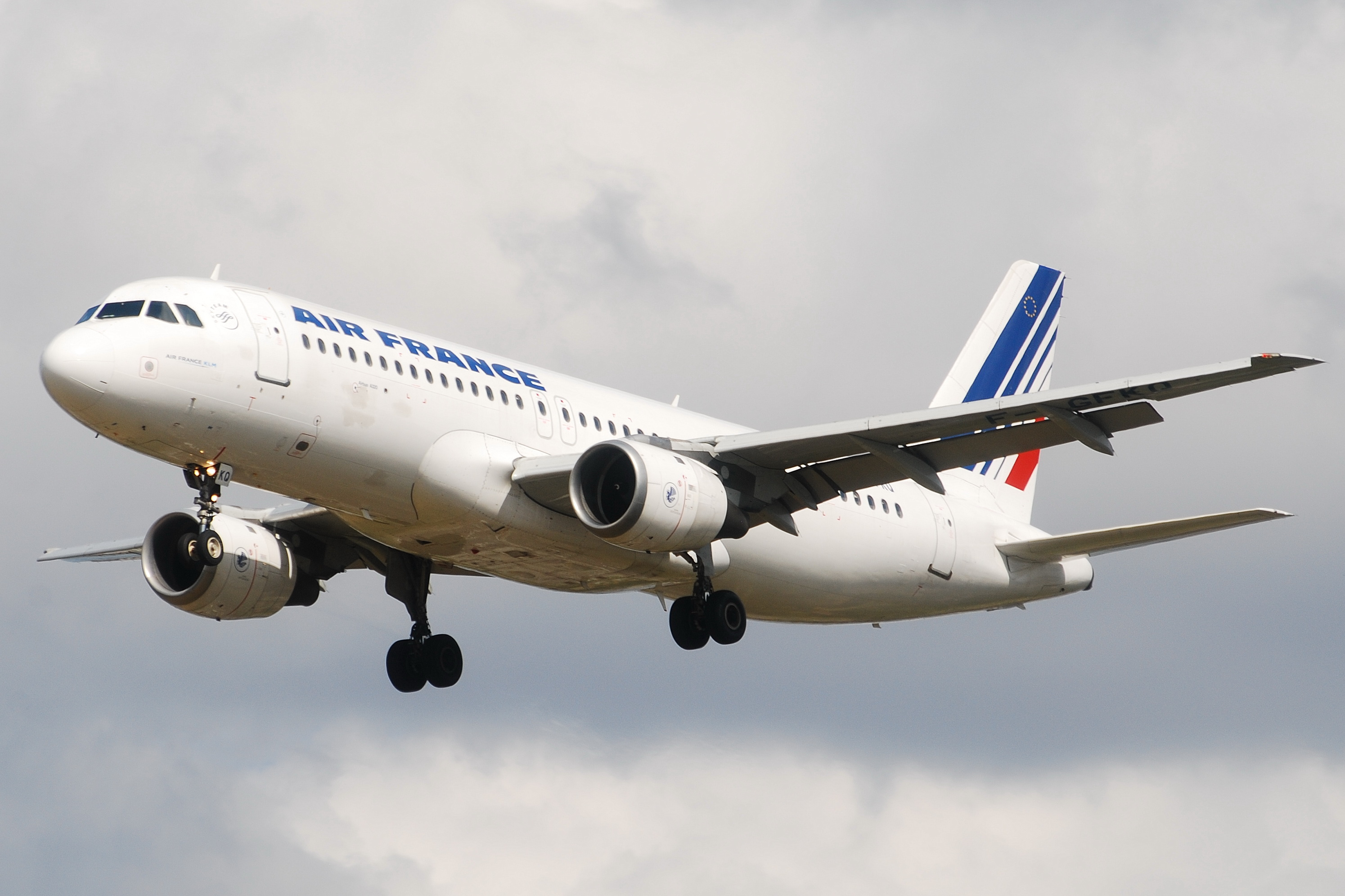
El primer A320 fou lliurat a Air France el 28 de març del 1988. La primera variant, l'A320-100, manca d'aletes marginals.

El primer A320 sortí de la cadena de muntatge el 14 de febrer del 1987, en presència de Jacques Chirac, aleshores primer ministre de França, i del príncep i la princesa de Gal·les. Vuit dies més tard s'enlairà de Tolosa per al seu primer vol, que durà 3 hores i 23 minuts. El programa de proves consistí en 530 vols amb un total de 1.200 hores de vol. L'A320 obtingué el certificat de les Autoritats Conjuntes d'Aviació (JAA) el 26 de febrer del 1988 i la primera unitat fou lliurada a Air France el 28 de març del mateix any.

### Versió allargada: 321

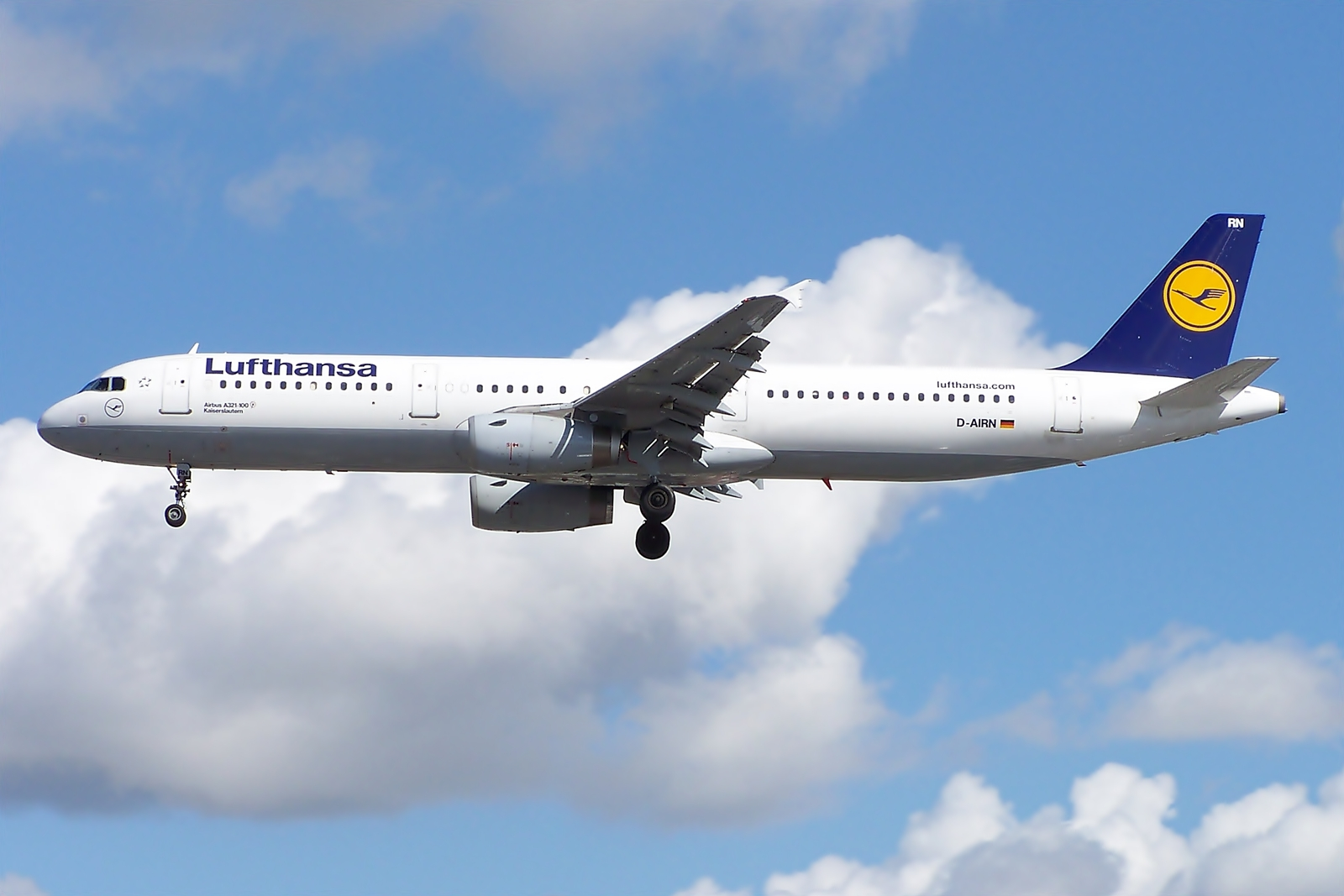
Lufthansa es convertí en la primera aerolínia a rebre l'A321 el 27 de gener del 1994.

El primer derivat de l'A320 fou l'Airbus A321, també conegut com a Stretched A320 (‘A320 allargat’), A320-500 i A325. Fou llançat el 24 de novembre del 1988 després que deu clients es comprometessin a comprar-ne un total de 183 unitats. Es tracta d'un derivat sense gaire diferències a banda d'una sèrie de canvis menors de les ales i l'allargament del fuselatge en si. Les ales incorporen flaps de doble ranura i canvis menors del caire de sortida que porten la superfície alar de 124 m² a 128 m². L'addició de quatre quadernes al fuselatge (dues al davant de les ales i dues al darrere) dona com a resultat un avió 6,94 m més llarg que l'A320. L'allargament feu necessari un eixamplament de les sortides d'emergència de sobre de les ales i el seu trasllat davant i darrere de les ales. A més a més, es reforçaren el fuselatge central i el tren d'aterratge per adaptar-los al nou pes màxim a l'enlairament, que passava de 73.400 kg a 83.000 kg.
Per primera vegada en la història d'Airbus, el muntatge final de l'A321 es duria a terme a Alemanya (que aleshores encara era Alemanya Occidental). Aquesta decisió fou objecte de polèmica entre els francesos, que es queixaven que el trasllat comportaria una despesa «innecessària» de 150 milions de dòlars per construir la nova planta, i els alemanys, que deien que suposaria un estalvi a llarg termini. La segona cadena de muntatge fou oberta a Hamburg, on posteriorment es fabricarien dues variants més petites, l'A318 i l'A319. Airbus recorregué al mercat de bons per primera vegada i aconseguí captar 480 milions de dòlars per finançar els costos de desenvolupament. L'empresa també obtingué préstecs del Banc Europeu d'Inversions i inversors privats per un valor total de 180 milions de dòlars.
L'A321 emprengué el seu primer vol l'11 de març del 1993, quan el primer prototip, matriculat com a F-WWIA, volà amb motors IAE V2500. El segon prototip, equipat amb motors CFM56-5B, s'enlairà dos mesos més tard. Lufthansa i Alitalia foren les primeres aerolínies a comprar l'A321, amb comandes per a 20 i 40 avions, respectivament. El primer A321 de Lufthansa, equipat amb motors V2500-A5, fou lliurat el 27 de gener del 1994, mentre que Alitalia rebé el seu primer avió, propulsat per motors CFM56-5B, el 22 de març següent.

### Primera versió escurçada: A319

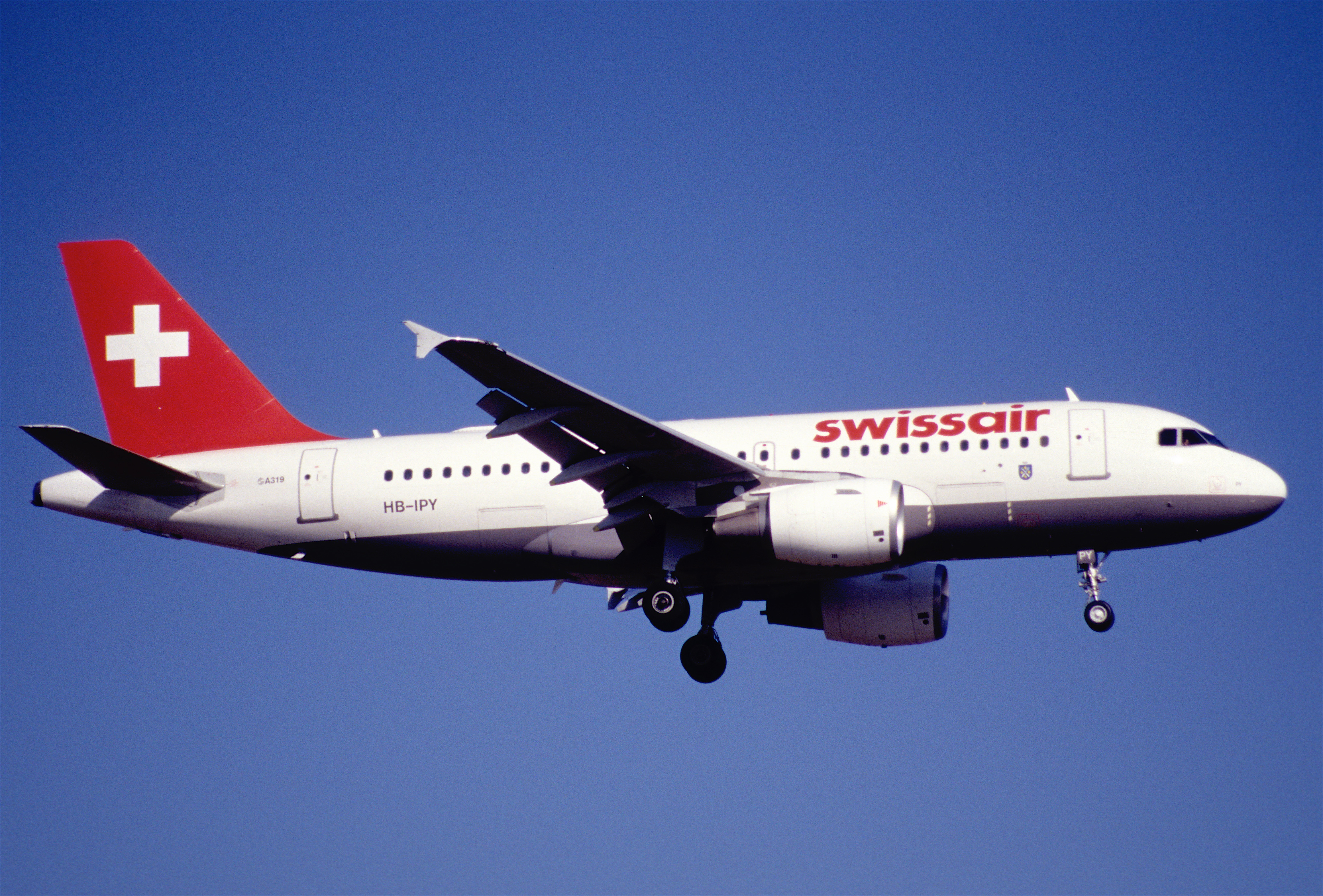
El primer A319 fou lliurat a Swissair el 25 d'abril del 1996.

El següent derivat de l'A320 fou l'A319, un disseny «escurçat» els orígens del qual es remunten a l'estudi SA1 d'un avió de 130 a 140 seients. Airbus havia congelat l'SA1 mentre centrava els seus esforços en avions més grossos. Una vegada l'A320 i l'A321 ja s'havien convertit en èxits de vendes, el consorci recuperà el projecte aleshores conegut com a «A320M-7» («A320 menys set quadernes de fuselatge»), concebut com un competidor directe del Boeing 737-300 i el 737-700. L'eliminació de quatre quadernes del davant de les ales i tres del darrere escurçà l'avió en 3,73 m. Aquest escurçament també es traduí en una reducció del nombre de sortides d'emergència de sobre les ales de quatre a dos. La porta de càrrega a l'engròs fou substituïda per una porta per a contenidors a popa, que accepta contenidors LD3-45 d'alçada reduïda. Es dugueren a terme petites modificacions del programari per reflectir les diferents característiques de pilotatge de l'avió. A banda d'aquests canvis, l'avió és pràcticament el mateix que l'A320. L'A319 és propulsat per motors CFM56-5B o V2500-A5 de potència restringida a 98 kN o, opcionalment, a 105 kN.
Airbus començà a oferir el nou model el 22 de maig del 1992 i el programa, amb un cost de 275 milions de dòlars, fou llançat el 10 de juny del 1993. El primer comprador de l'A319 fou ILFC, que n'adquirí sis unitats. El muntatge final del primer A319 es dugué a terme el 23 de març del 1995 a la planta d'Airbus a Hamburg, on també es munten els A321. L'avió sortí de la cadena de muntatge el 24 d'agost del 1995 i emprengué el seu primer vol l'endemà mateix. El programa de certificació requerí un total de 350 hores de vol amb dos avions diferents. La variant propulsada per motors CFM56-5B6/2 fou homologada l'abril del 1996, mentre que el procés d'homologació de la variant equipada amb motors V2524-A5 es posà en marxa el mes següent.
El primer A319 fou lliurat a Swissair el 25 d'abril del 1996 i entrà en servei pocs dies després. El gener del 1997, un A319 establí un nou rècord en un vol d'entrega en cobrir els 6.645 km (3.588 mn) que separen Hamburg de Winnipeg (Canadà) en 9 hores i 5 minuts. L'A319 és molt popular entre les aerolínies de baix cost, com EasyJet, que n'ha comprat 172.

### Segona versió escurçada: A318

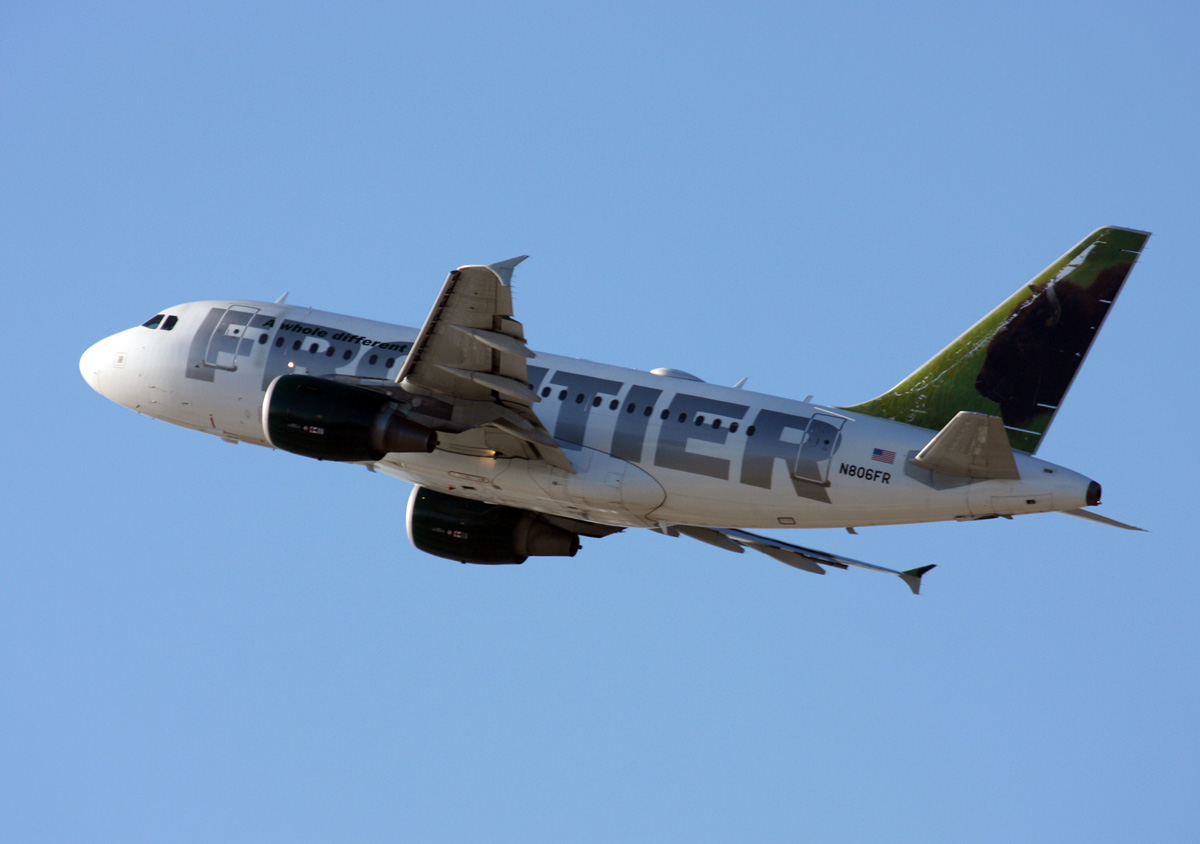
Frontier Airlines rebé el primer A318 el 22 de juliol del 2003

L'A318 fou el resultat d'estudis sobre avions d'entre 95 i 125 seients duts a terme per Airbus, Aviation Industries of China (AVIC), Singapore Technologies Aerospace i Alenia a mitjans de la dècada del 1990. El programa, conegut com a «AE31X», incloïa l'AE316, de 95 seients, i l'AE317, d'entre 115 i 125. El primer hauria tingut una llargada de 31,3 m, mentre que l'altre hauria fet 34,5 m. Les opcions de motor haurien estat el Rolls-Royce BR715, el CFM International CFM56-9 i el Pratt & Whitney PW6000; amb un pes màxim a l'enlairament de 53,5 (AE316) i 58 tones (AE317), els motors havien de proporcionar un empenyiment de 77,9-84,6 kN i 84,6-91,2 kN, respectivament. La variant més pesant de cada avió havia de tenir un abast de 5.200 km (2.800 mn) i 5.800 km (3.100 mn), respectivament. Les dues haurien tingut una envergadura de 31 m i una cabina de vol similar a la de la família A320. Estava previst que el cost de desenvolupament fos de 2.000 milions de dòlars i que els avions es fabriquessin a la Xina.
Al mateix temps, Airbus estava desenvolupant l'A318. A principis del 1998, Airbus feu públic que estudiava un avió de 100 seients basat en l'A320. El projecte AE31X fou cancel·lat el setembre del 1998 i Airbus anuncià oficialment el llançament d'un nou avió propi, l'A318, a la Fira Aeronàutica Internacional de Farnborough d'aquell mateix any. Casualment, l'A318, l'avió més petit venut per Airbus, fou desenvolupat en paral·lel amb l'avió de passatgers més gran que s'hagi fabricat mai, l'Airbus A380. El març del 1995 ja era conegut com a «A319M5». Era el resultat d'escurçar l'avió 0,79 m davant de les ales i 1,6 m darrere d'elles. Aquests canvis reduïren la capacitat de l'avió en una configuració de dues classes dels 124 passatgers de l'A319 a 107 passatgers en l'A318. El seu abast era de 5.700 km (3.100 mn), o 5.950 km (3.210 mn) una vegada equipat amb sharklets.
La versió de 107 seients fou llançada el 26 d'abril del 1999 amb 109 comandes i opcions en cartera. Després de tres anys en fase de disseny, l'A318 emprengué el seu primer vol el 15 de gener del 2002 a Hamburg. Les proves del motor principal, el Pratt & Whitney PW6000, indicaren un consum de combustible pitjor del previst. Així doncs, Pratt & Whitney substituí el seu compressor d'alta pressió (HPC) de cinc trams per un de sis trams dissenyat per MTU. Les comandes d'A318 baixaren a 80 unitats, en gran part com a resultat de canvis per altres avions de la família A320. Després d'un programa de certificació de 17 mesos, amb un total de 350 vols i 850 hores de vol, la variant propulsada per motors CFM56 fou homologada per les JAA el 23 de maig del 2003. El primer avió fou lliurat a Frontier Airlines el 22 de juliol del 2003 i entrà en servei pocs dies després.

### Producció

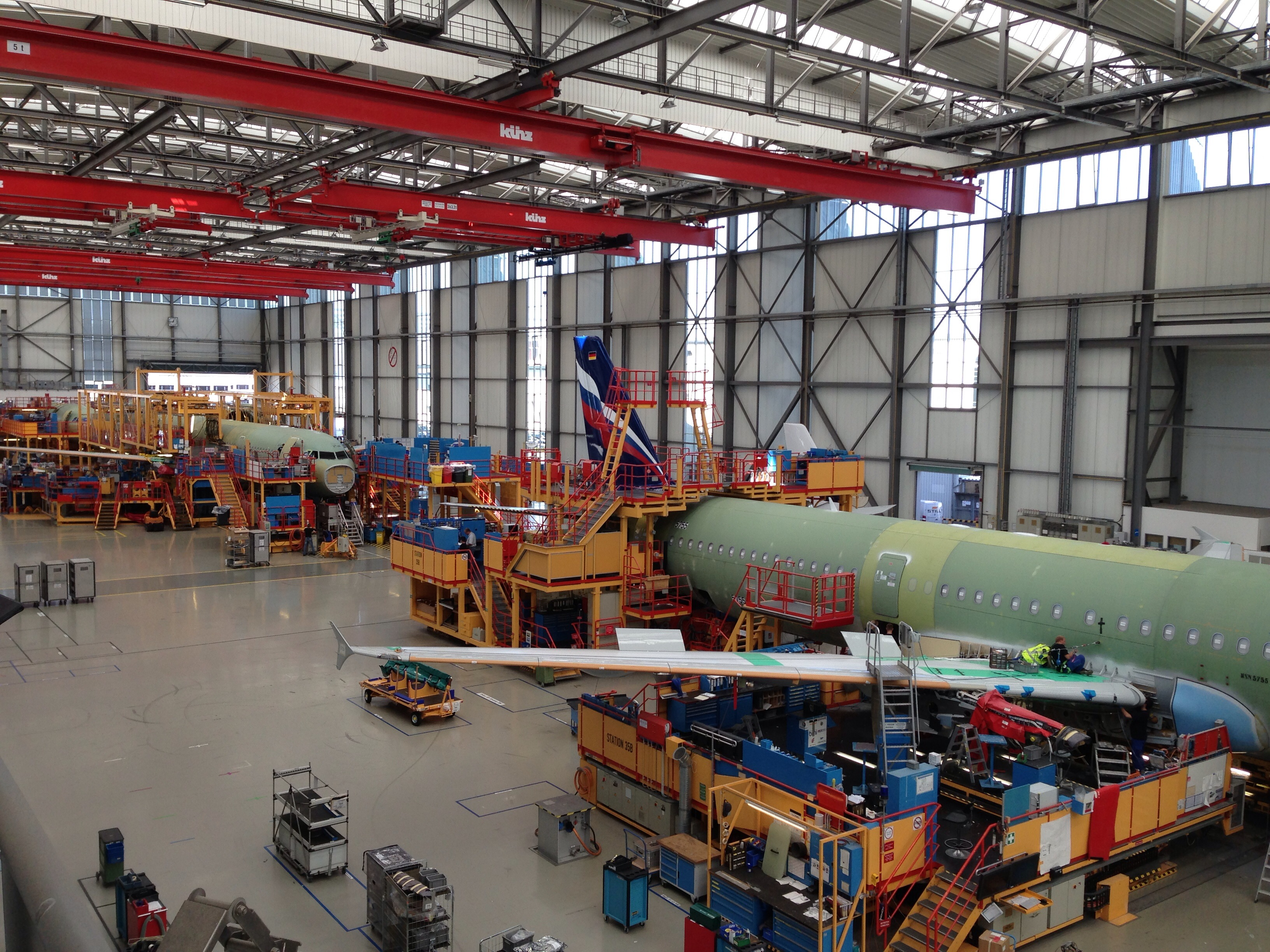
Airbus A321 a la cadena de muntatge final 3 de la planta d'Airbus a l'Aeroport d'Hamburg-Finkenwerder

La cadena de muntatge final de Tolosa-Blanhac fabrica A320, mentre que la d'Hamburg-Finkenwerder fabrica A318, A319 i A321. La planta d'Airbus a Tianjin (Xina) duu a terme el muntatge d'A319, A320 i A321. Aquests dos últims models també es munten a la fàbrica d'Airbus Americas a Mobile (Alabama).
La fabricació de les parts es reparteix arreu del món. Per exemple, el fuselatge central es manufactura a Hamburg, l'estabilitzador horitzontal a Getafe (Espanya) i el timó a la ciutat xinesa de Harbin.
El 2015, Airbus fabricava A320 a un ritme de 42 unitats al mes, amb l'objectiu d'arribar a 50 unitats al mes el 2017. Airbus es fixà com a objectiu fabricar un total de 60 avions al mes per a mitjans del 2019. La planta de Tianjin en produí 51 el 2016. Un any més tard, amb l'inici de la fabricació de l'A320neo, la producció en aquesta cadena de muntatge passà de quatre a sis avions al mes. El 2016 es lliuraren 147 Airbus a la Xina, una xifra que representava un 20% dels avions fabricats per l'empresa i corresponia majoritàriament a avions de la família A320, per a una quota de mercat del 47% en un país que es preveu que sobrepassi els Estats Units com a primer mercat mundial abans del 2027.
El juny del 2018, Airbus inaugurà un centre de lliuraments més gran i modernitzat, així com la seva quarta cadena de muntatge a Hamburg, equipada amb dos robots industrials per perforar el 80% dels forats de la part superior del fuselatge, plataformes d'eines mòbils autònomes i elements de pensament de dissenyador. El gener del 2019, la fàbrica de Mobile ja produïa 4,5 avions A320 al mes, amb la perspectiva d'arribar a 5 abans que acabés l'any.
El setembre del 2019, Airbus assolí una fita en lliurar el 9.000è avió de la família A320, que fou adquirit per EasyJet. El ritme de producció continua creixent, amb un objectiu de 63 avions al mes per al 2021 que, en cas d'assolir-se, significaria que el 10.000è lliurament es faria a principis d'aquest any.
El 2020, la demanda de nous avions caigué a causa de l'impacte de la pandèmia de COVID-19 sobre l'aviació. Per aquest motiu, Airbus abaixà el ritme de producció mensual de l'A320 de 60 avions al mes a 40. L'octubre del 2020, el 500è avió de la família A320, un A320neo, fou lliurat a China Southern Airlines dotze anys després de la posada en marxa de la cadena de muntatge final el 2008.

### A320 Enhanced

#### Millores
El 2006, Airbus llançà el programa A320 Enhanced ('millorat' en anglès). Es tracta d'un paquet de modificacions que tenen com a objectiu un guany d'eficiència del 4-5%, incloent-hi dispositius de punta alar de grans dimensions (2%), millores aerodinàmiques (1%), una reducció del pes de l'avió i una nova cabina. Els programes CFM56 Tech Insertion (2007) i V2500Select (One) (2008) incorporaren millores dels motors que permeten un estalvi de combustible de l'1%.

#### Sharklets

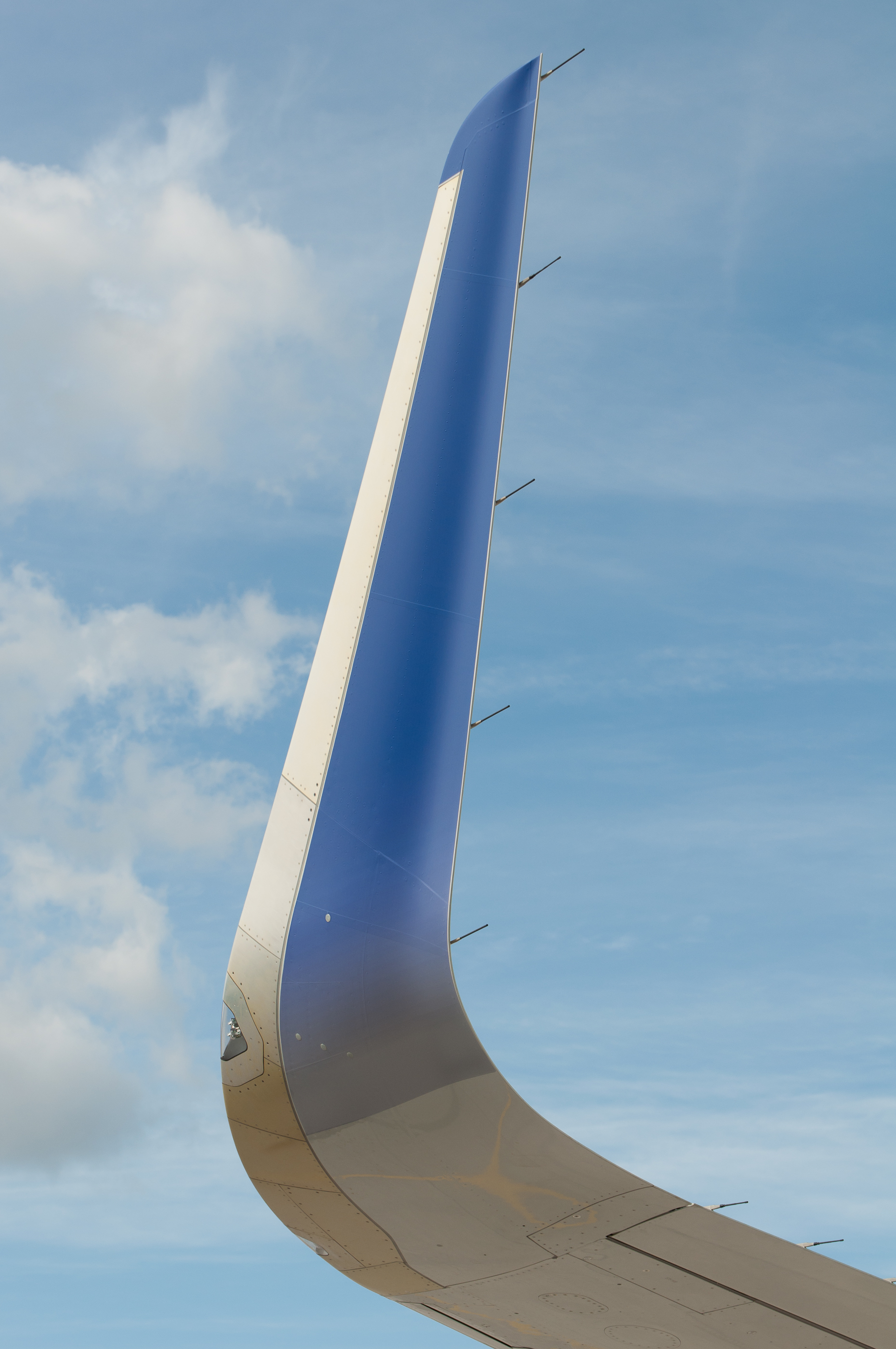
Sharklet

El 2006, Airbus experimentà amb tres tipus d'aletes de punta alar concebudes per contrarestar la resistència induïda de les ales i els vòrtexs de punta alar de manera més eficaç que les aletes marginals utilitzades fins aleshores. El primer disseny posat a prova fou desenvolupat per Airbus a partir del treball del programa AWIATOR. El segon tipus d'aleta de punta alar incorporava un disseny més integrat i fou concebut per Winglet Technology, una empresa estatunidenca de Wichita (Kansas). El programa de proves es dugué a terme amb dos avions: el prototip, que havia estat conservat per Airbus per a vols de proves, i un A320 nou que havia estat equipat amb els dos tipus de dispositius de punta alar abans de ser lliurat a JetBlue.
Malgrat els guanys d'eficiència previstos i tota la feina que ja s'havia invertit en el projecte, Airbus anuncià que no oferiria les noves aletes als seus clients perquè els beneficis aerodinàmics no compensaven el pes de les modificacions necessàries. El 17 de desembre del 2008, Airbus anuncià que començaria a fer servir el prototip per provar un disseny d'aleta integrada d'Aviation Partners Inc. en el marc d'un programa de modernització de l'A320.
Airbus presentà un nou dispositiu de punta alar a la Fira Aeronàutica de Dubai de desembre del 2009. Els sharklets, com els denomina l'empresa, afegeixen 200 kg al pes de l'avió, però ofereixen un estalvi de combustible del 3,5% en vols de més de 2.800 km (1.500 mn). Els avions equipats amb sharklets redueixen els seus costos d'explotació en 220.000 $ i les seves emissions de CO₂ en 700 t a l'any. Els dispositius, que fan 2,5 m d'alçada, són fabricats per la divisió aeroespacial de Korean Air i milloren l'eficiència dels avions mitjançant una reducció de la resistència induïda.
El desembre del 2011, Airbus interposà una demanda al districte occidental de Texas per fer anul·lar una reclamació d'Aviation Partners, segons la qual Airbus hauria violat les seves patents sobre el disseny i la fabricació de dispositius de punta alar, concedides el 1993. L'objectiu era eximir-se de pagar Aviation Partners per l'ús dels seus dissenys, malgrat la feina duta a terme per les dues parts per desenvolupar dispositius de punta alar per a l'A320neo.
El primer A320 equipat amb sharklets fou lliurat a Indonesia AirAsia el 21 de desembre del 2012 i oferia un augment de la càrrega útil de 450 kg amb el mateix abast o un augment de l'abast de 190 km (100 mn) amb la mateixa càrrega útil.

#### Cabina
El 2007, Airbus introduí una cabina més silenciosa, amb una millor distribució de l'equipatge i un aspecte més modern. A més a més, la nova cuina redueix el pes de l'avió, allibera espai per a passatgers i millora l'ergonomia i el disseny dels sistemes d'higiene alimentària i reciclatge. La cabina incorpora un nou purificador d'aire equipat amb filtres i un convertidor catalític que elimina les males olors de l'aire abans de bombar-lo cap a la cabina, així com díodes emissors de llum (LED) per a la il·luminació ambiental i una unitat modular de servei de passatgers (PSU).
La cabina de l'A320 Enhanced, que ofereix portaequipatges superiors un 10% més voluminosos, més espai per a les espatlles, un pes reduït, nous intercomunicadors, un nou sistema d'entreteniment a bord, un ambient més silenciós i una PSU més esvelta, es pot instal·lar en avions fabricats amb la cabina original. La tripulació de vol controla la cabina mitjançant pantalles tàctils.

### A320neo

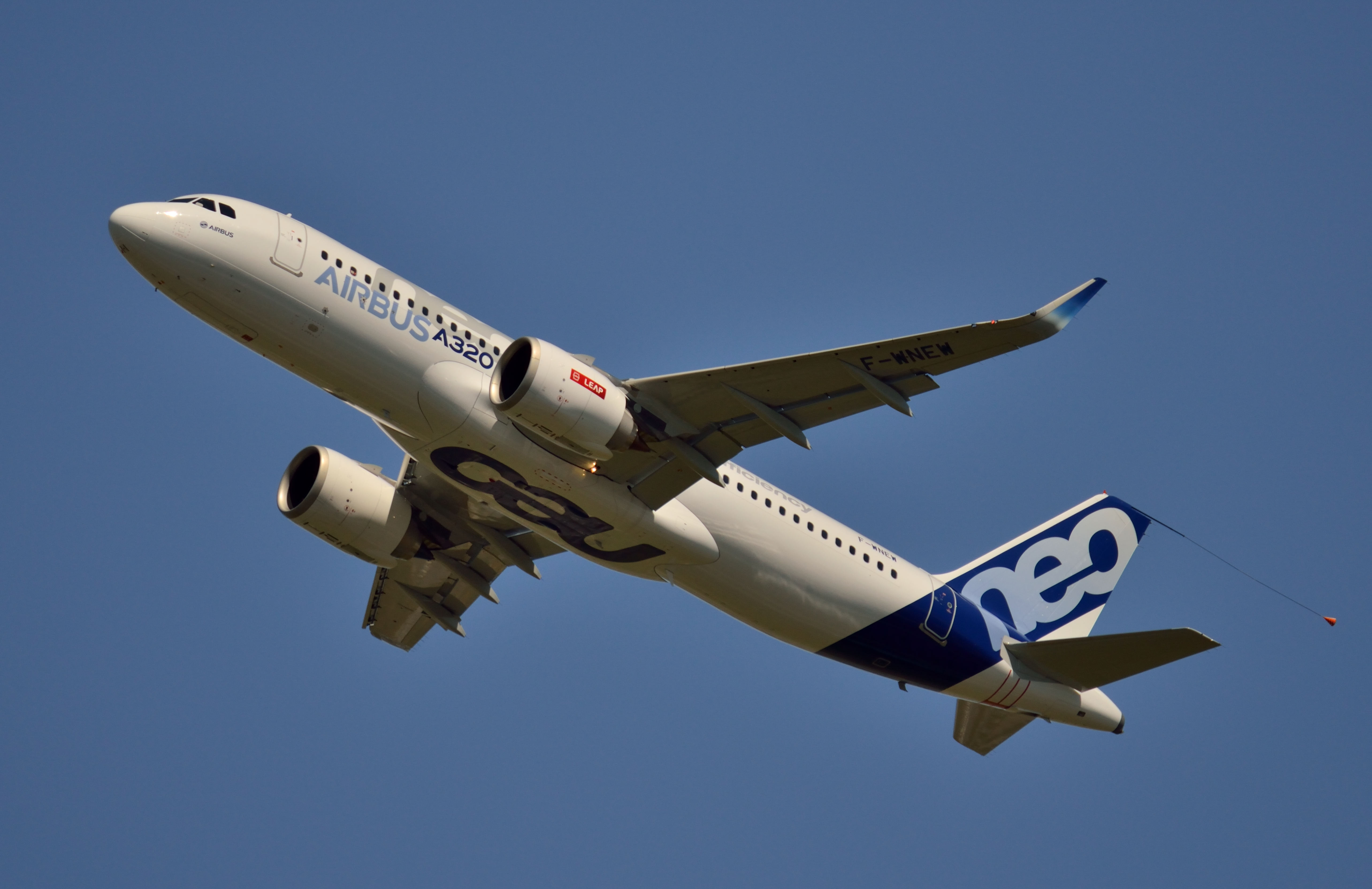
L'A320neo, amb motors més grans i sharklets

L'A320neo (New Engine Option, 'opció de motor nou') és una versió més avançada que fou llançada l'1 de desembre del 2010, emprengué el seu primer vol el 25 de setembre del 2014 i entrà en servei amb Lufthansa el 25 de gener del 2016. Es calcula que l'A320neo, que canvia les plantes motrius de l'A320ceo (Current Engine Option, 'opció de motor actual') per motors CFM International LEAP-1A o Pratt & Whitney PW1000G i porta sharklets de grans dimensions, ofereix un estalvi de combustible del 15% en comparació amb el model bàsic. N'hi ha tres variants, que es basen en l'A319, l'A320 i l'A321. A primavera del 2018, Airbus havia rebut 6.031 comandes i n'havia lliurat 318 unitats.

## Disseny

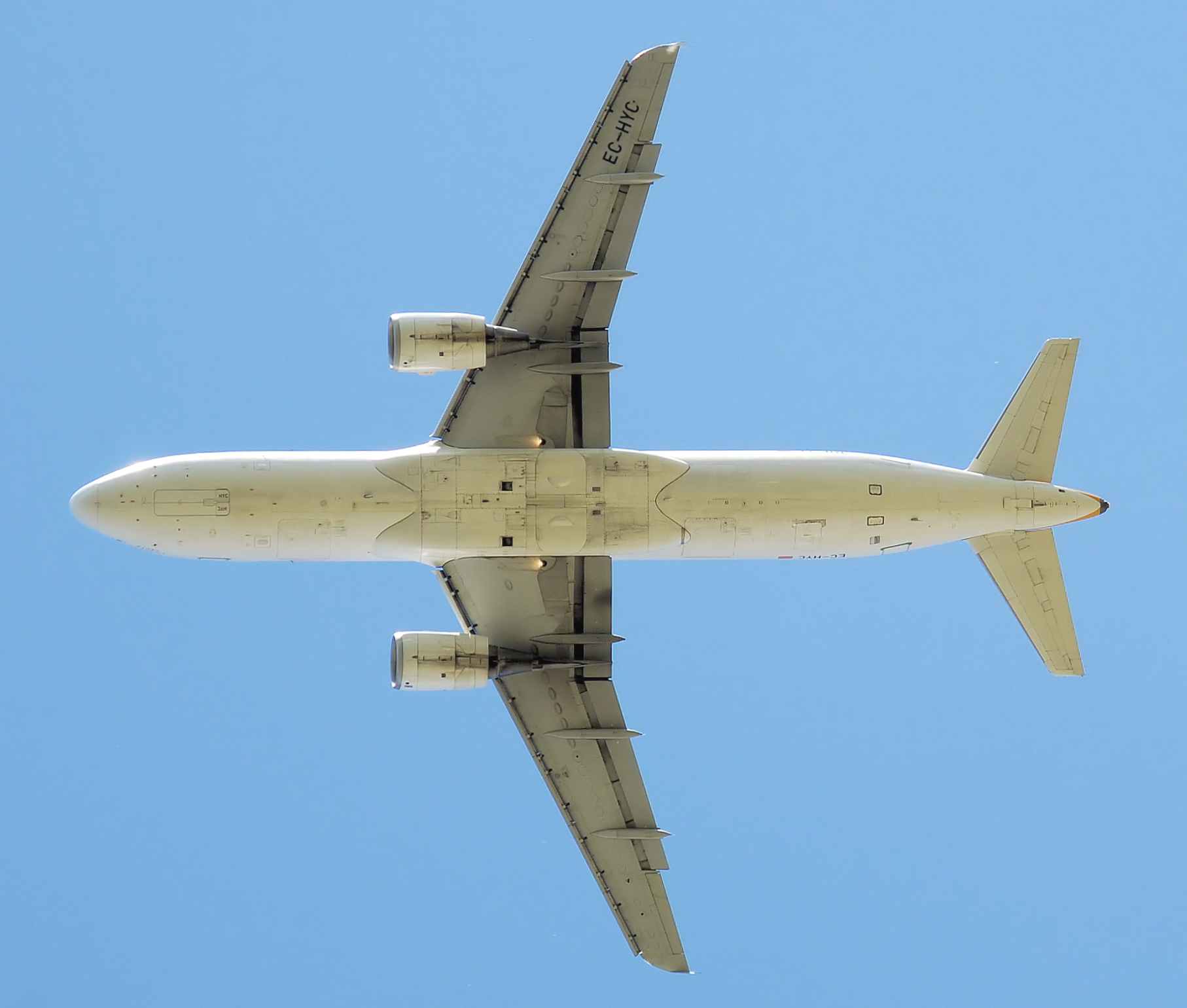
Vista de planta mostrant els flaps parcialment desplegats i la ràtio d'allargament de 10:3 de les ales.

La família Airbus A320 es compon d'avions de fuselatge estret equipats amb un tren d'aterratge tricicle retràctil i propulsats per dos motors turboventiladors penjats de suports subalars. Les pujades de preu del petroli durant la dècada del 1970 obligaren Airbus a reduir el consum de combustible de l'A320, per la qual cosa apostà per estructures principals fetes de materials compostos, control del centre de gravetat mitjançant el combustible, una cabina de pilotatge de vidre (EFIS) i una cabina de pilotatge amb dos tripulants.
Segons Airbus, un A320 propulsat per motors V2500 consumeix un 35% menys de combustible i té un cost d'explotació per seient un 16% inferior al d'un 737-300. Un A320 de 150 seients crema 11.608 kg de combustible per a reactors per cobrir els 3.984 km (2.151 mn) que separen Los Angeles de Nova York, cosa que equival a un consum de 2,43 L/100 km per seient amb un combustible de 0,8 kg/L. El gran allargament de les ales li confereix un avantatge aerodinàmic sobre competidors com el 737 i l'MD-80.

### Estructura
Els avions de la família Airbus A320 són monoplans d'ales baixes amb voladís i una cua equipada amb un sol estabilitzador vertical i un timó. Els A320 tenen les ales en fletxa amb un angle de 25 graus. La cabina, d'un sol passadís, té un diàmetre exterior de 3,95 m (superior als 3,80 m del Boeing 737 i el Boeing 757) i portaequipatges superiors més grans. La bodega pot transportar elements unitaris de càrrega.
L'estructura de l'A320 incorpora materials compostos i aliatges d'alumini per reduir-ne el pes i el nombre total de parts per tal d'abaixar els costos de manteniment. La cua és fabricada gairebé íntegrament a partir de materials compostos per CASA, que també produeix els elevadors, les portes principals del tren d'aterratge i parts del fuselatge posterior.

### Cabina de vol

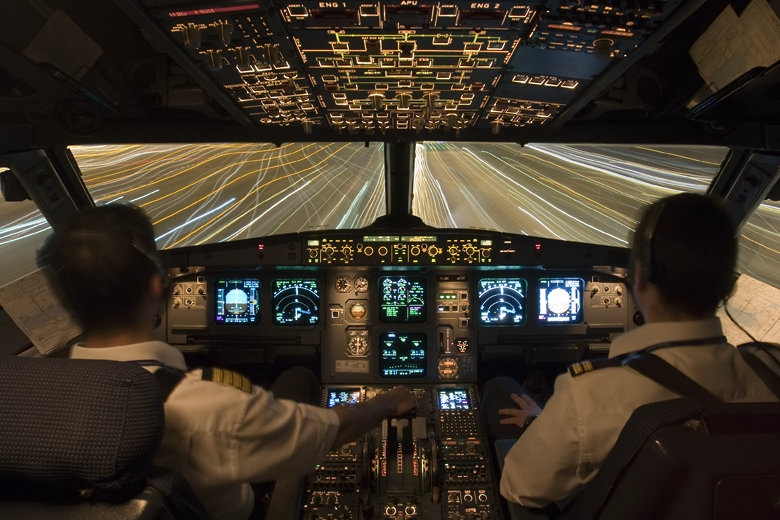
Cabina de pilotatge de vidre d'un A321

L'A320 té una cabina de pilotatge de vidre integral en lloc de les versions híbrides d'avions de passatgers anteriors. La cabina de pilotatge de l'A320 està equipada amb un sistema electrònic d'instruments de vol (EFIS) i palanques de control laterals, així com un monitor electrònic centralitzat de l'aeronau (ECAM) que proporciona informació sobre tots els sistemes de l'avió a la tripulació de vol. Els únics instruments anàlegs són l'indicador radiomagnètic i l'indicador de pressió dels frens.
A partir del 2003 s'hi substituïren les antigues pantalles de tub de rajos catòdics (TRC) per pantalles de cristall líquid (LCD), incloent-hi les pantalles principals i l'horitzó artificial de reserva, que fins aleshores era una pantalla anàloga. Airbus ofereix un paquet d'actualitzacions d'aviònica per als A320 més antics, així com pantalles presentadores frontals.
L'A320 reprengué el concepte de «cabina fosca», en el qual els indicadors es mantenen apagats mentre els seus respectius sistemes funcionin correctament i només s'encenen quan cal avisar d'un problema. Aquesta característica s'havia utilitzat per primera vegada en l'A310, el primer avió de fuselatge ample dissenyat per volar sense enginyer de vol, sota la influència de Bernard Ziegler, fill del primer conseller delegat d'Airbus, Henri Ziegler.

### Control per senyals elèctrics
L'A320 fou el primer avió de passatgers amb control per senyals elèctrics: els comandaments entrats pels pilots mitjançant les palanques de control laterals són processats pels ordinadors de control de vol i transmesos a les superfícies de control de vol sense ultrapassar els límits de l'entorn de vol. A la dècada del 1980, el sistema de control dinàmic per ordinador del caça Dassault Mirage 2000 inspirà l'equip d'Airbus, que provà el control per senyals elèctrics en un A300. En el moment de la seva introducció, tant el control per senyals elèctrics com la protecció de l'entorn de vol eren una experiència nova per a nombrosos pilots.
Tots els avions desenvolupats per Airbus des d'aleshores han estat equipats amb una interfície humà-màquina i una filosofia de control de sistemes similars per facilitar que els pilots formats en un model puguin fer la transició a un altre amb molt poc entrenament. Per a Roger Béteille, aleshores president d'Airbus, la introducció del control per senyals elèctrics amb protecció de l'entorn de vol fou una de les decisions més complicades que mai hagué de prendre: «o bé érem els primers a portar noves tecnologies al mercat o bé ens podíem oblidar de ser-hi».
Els primers A320 feien servir microprocessadors Intel 80186 i Motorola 68010. El 1988, l'ordinador de gestió de vol contenia sis CPU Intel 80286 configurades en tres parells lògics, amb 2,5 megabytes de memòria.

### Motors
Els proveïdors de motors turboventiladors per a la família A320ceo eren CFM International, International Aero Engines i Pratt & Whitney, respectivament, amb el CFM56, el V2500 i el PW6000 (aquest últim només per a l'A318). Els motors de la família A320neo són el CFM International LEAP-1A i el Pratt & Whitney PW1000G.

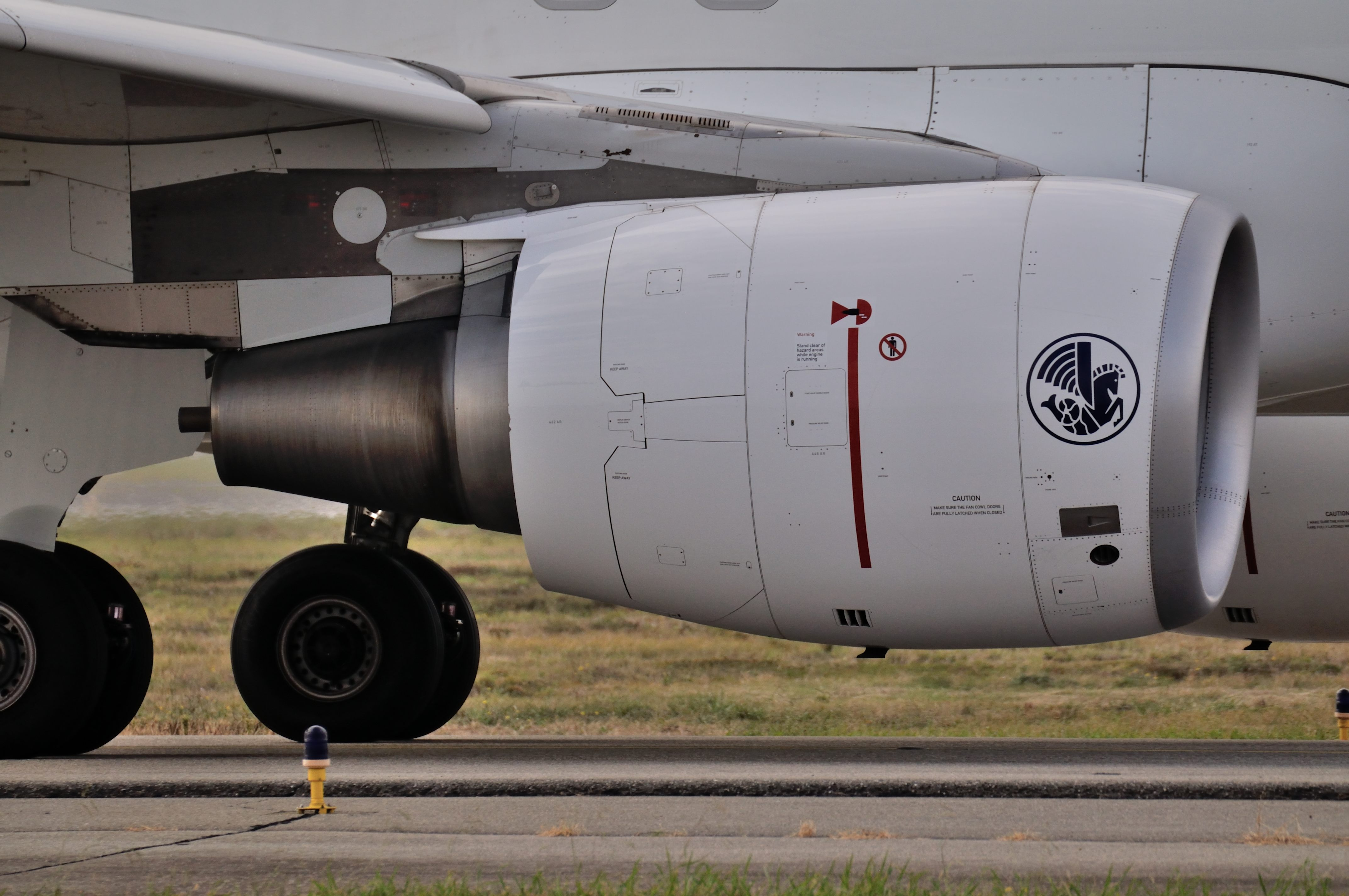
El CFM56 té un escapament mixt i es comercialitza per a totes les variants.
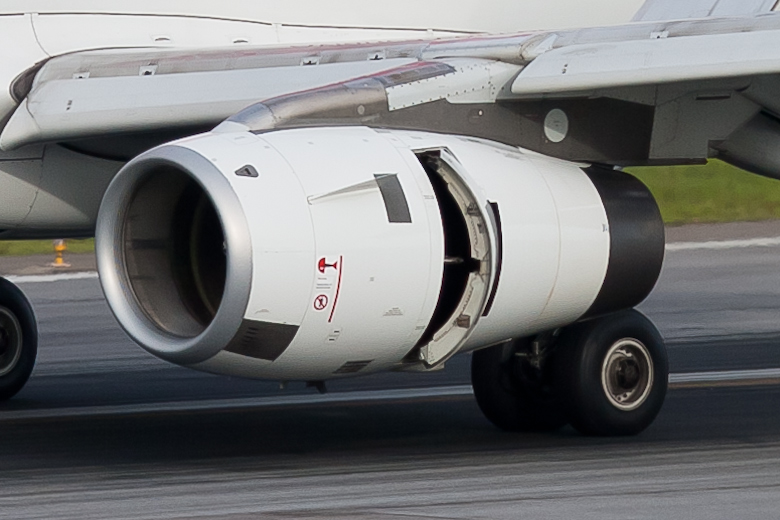
El PW6000 es comercialitza per a l'A318, el membre més petit de la família.
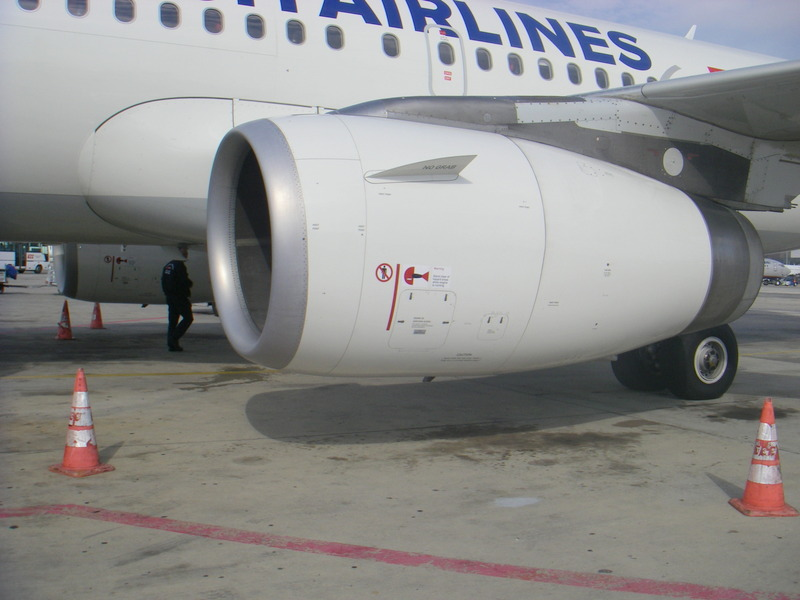
L'IAE V2500 té un escapament mixt i es comercialitza per a les variants més grans.

## Variants

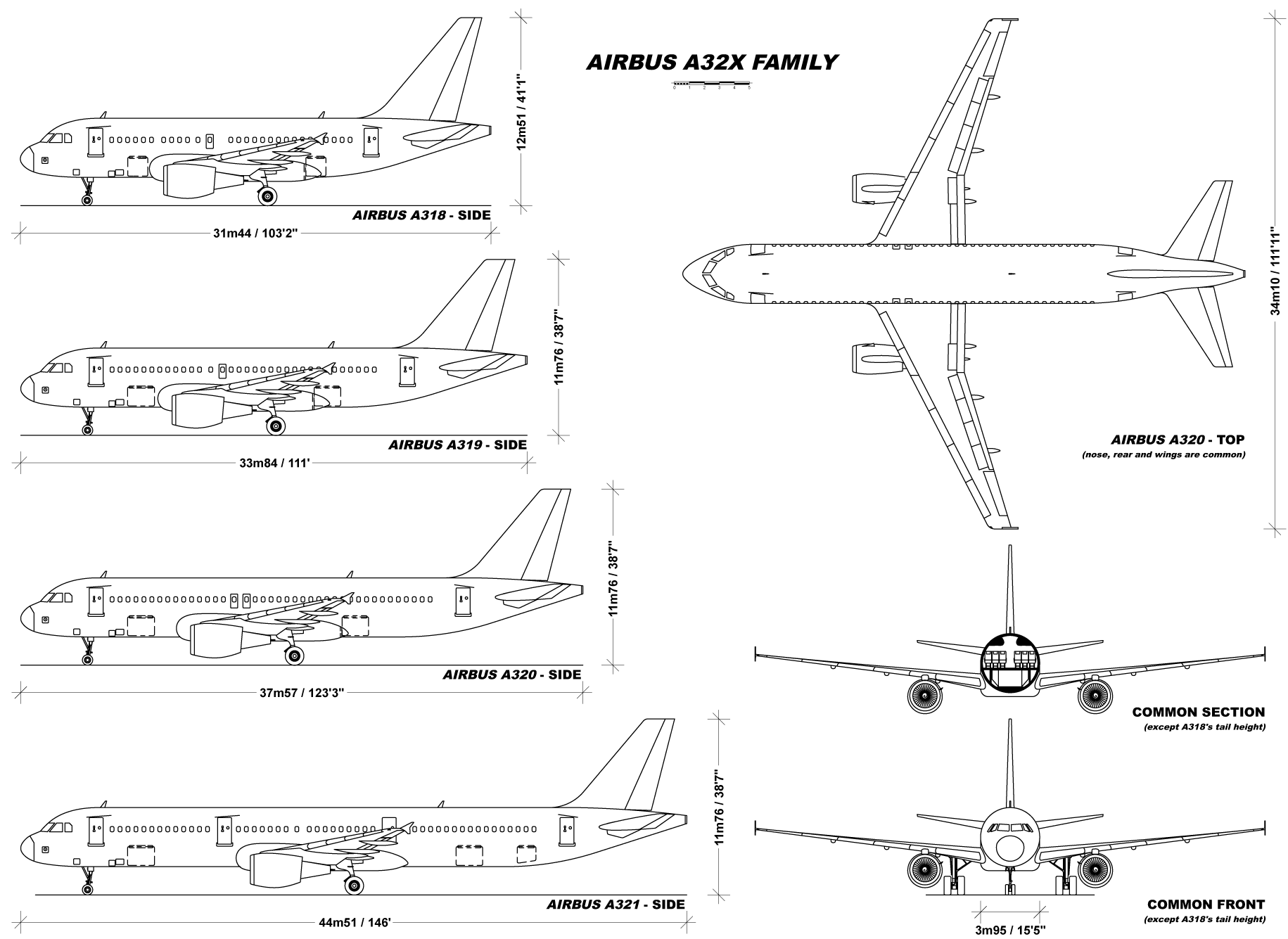
Família Airbus A320

L'A320 original ha donat peu a una família d'aeronaus que comparteixen el mateix disseny però tenen diferents capacitats, que van des de 100 passatgers en l'A318 fins a 220 en l'A321. Competeixen amb el Boeing 737, el Boeing 757 i el Boeing 717. Com que la cabina de vol és igual en les quatre variants que integren la família, la seva habilitació de tipus també és la mateixa. Totes les variants es comercialitzen com avions de negocis. Se n'han desenvolupat versions militars, com ara l'A319 MPA. A 30 de setembre del 2017, American Airlines era el principal operador d'avions de la família Airbus A320, amb un total de 397 unitats.
Estrictament, el nom «A320» tan sols es refereix a l'avió de mida mitjana original, però sovint es fa servir de manera informal per referir-se a qualsevol avió de la família A318/A319/A320/A321. Totes les variants poden obtenir el certificat ETOPS (operacions de llarg abast amb avions bimotors) de 180 minuts des del 2004 (AESA) i el 2006 (FAA). Els membres anteriors de la família A320 han estat denominats Current Engine Option ('opció de motor actual') des del llançament del projecte A320neo.

### A320

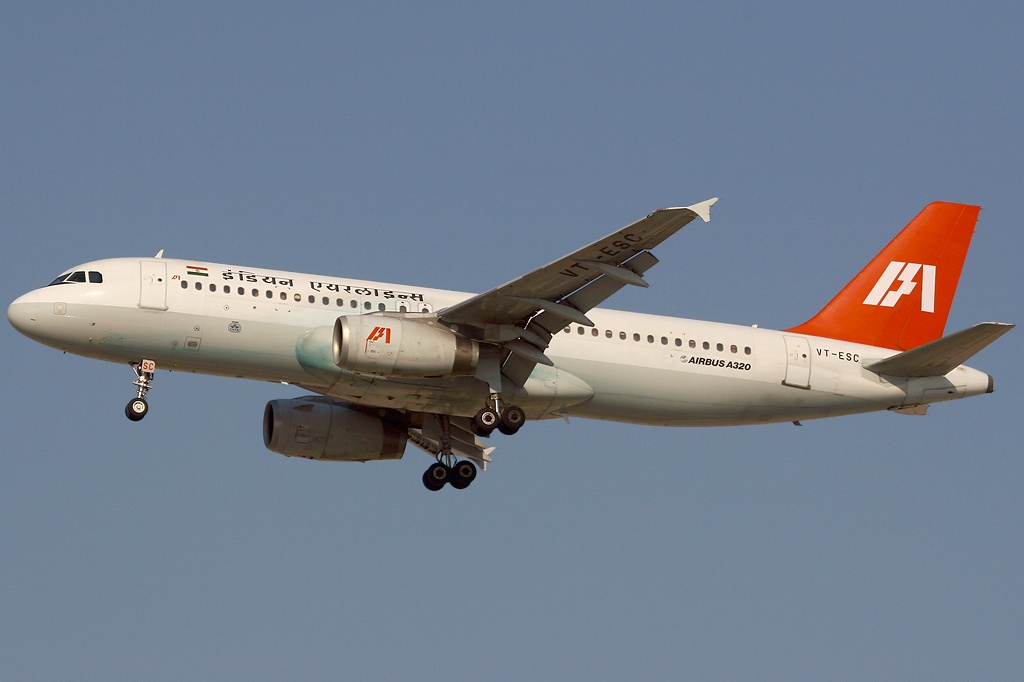
A320 d'Indian Airlines equipat amb un tren d'aterratge principal de doble bogi per minimitzar la càrrega sobre la pista d'aterratge

La sèrie A320 inclou dues variants, l'A320-100 i l'A320-200. La producció d'A320-100 fou limitada a 21 unitats. Aquests avions, els primers a ser fabricats, foren lliurats a Air Inter, posteriorment adquirida per Air France, i British Airways, que heretà una comanda de British Caledonian.
Les principals innovacions de l'A320-200 respecte a l'A320-100 són l'addició d'aletes marginals i l'augment de l'abast gràcies a una capacitat de combustible més gran. Indian Airlines feu equipar els seus 31 primers A320-200 amb un tren d'aterratge principal de doble bogi per poder utilitzar-los en pistes d'aterratge en mal estat que es troben fora de les capacitats d'un tren d'aterratge d'un sol bogi.
L'A320-200, propulsat per dos CFM International CFM56-5 o IAE V2500 amb un empenyiment nominal de 98-120 kN, pot transportar 150 passatgers a una distància de 6.100 km (3.300 mn). A 30 de setembre del 2017, s'havien lliurat 4.512 A320ceo i en quedaven 220 per entregar. El seu principal competidor és el Boeing 737-800.
El preu de catàleg d'un A320 nou era de 30 milions de dòlars el 1988 i pujà a 40 milions a finals de la dècada del 1990, un augment un 30% per sota de la inflació. Després del 2001 caigué a 37 milions, tornà a pujar fins a un pic de 47 milions el 2008 i s'estabilitzà entorn de 40-42 milions fins a la transició cap a l'A320neo.

### A321

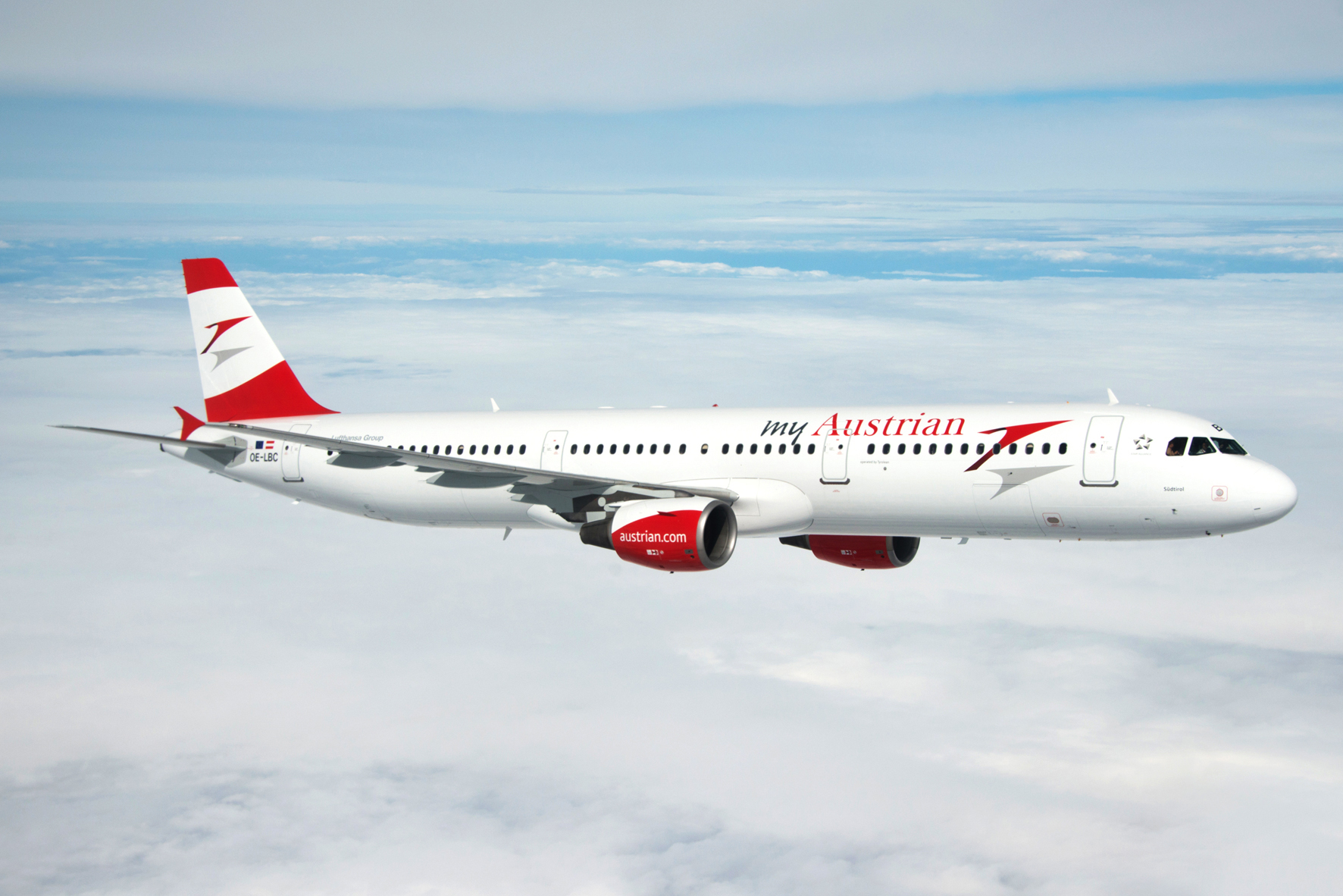
L'A321 és 6,93 m més llarg que l'A320 i té portes en lloc de les sortides d'emergència de sobre de les ales.

El programa A321 fou llançat el mateix any que l'A320 entrà en servei, el 1988, com a primer derivat del model original. Té el fuselatge 6,93 m més llarg que l'A320, amb la diferència repartida entre 4,27 m al davant de les ales i 2,67 m al darrere. El seu pes màxim a l'enlairament és de 83.000 kg, és a dir, 9.600 kg superior al de l'A320. Per mantenir el mateix rendiment, s'hi incorporaren flaps de doble ranura i s'augmentà la superfície de les ales en 4 m² fins a arribar a 128 m². El primer dels dos prototipus emprengué el seu primer vol l'11 de març del 1993. L'A321-100 entrà en servei amb Lufthansa el gener del 1994.
Com que l'A321-100 tenia un menor abast que l'A320, el 1995 s'inicià el desenvolupament de l'A321-200, un avió més gros i de més llarg abast. Les millores consisteixen en l'ús de motors més potents (V2533-A5 o CFM56-5B3), retocs estructurals i un augment de la capacitat de combustible mitjançant la instal·lació d'un o dos dipòsits opcionals de 2.990 L a la bodega posterior. En total, la capacitat de combustible puja a 30.030 L i el pes màxim a l'enlairament a 93.000 kg. L'A321-200 emprengué el seu primer vol el desembre del 1996 i entrà en servei amb Monarch Airlines l'abril del 1997.
Els seus principals competidors són el Boeing 737-900/900ER i el Boeing 757-200. A 30 de setembre del 2023 s'havien lliurat 1.784 unitats d'A321ceo.

### A319

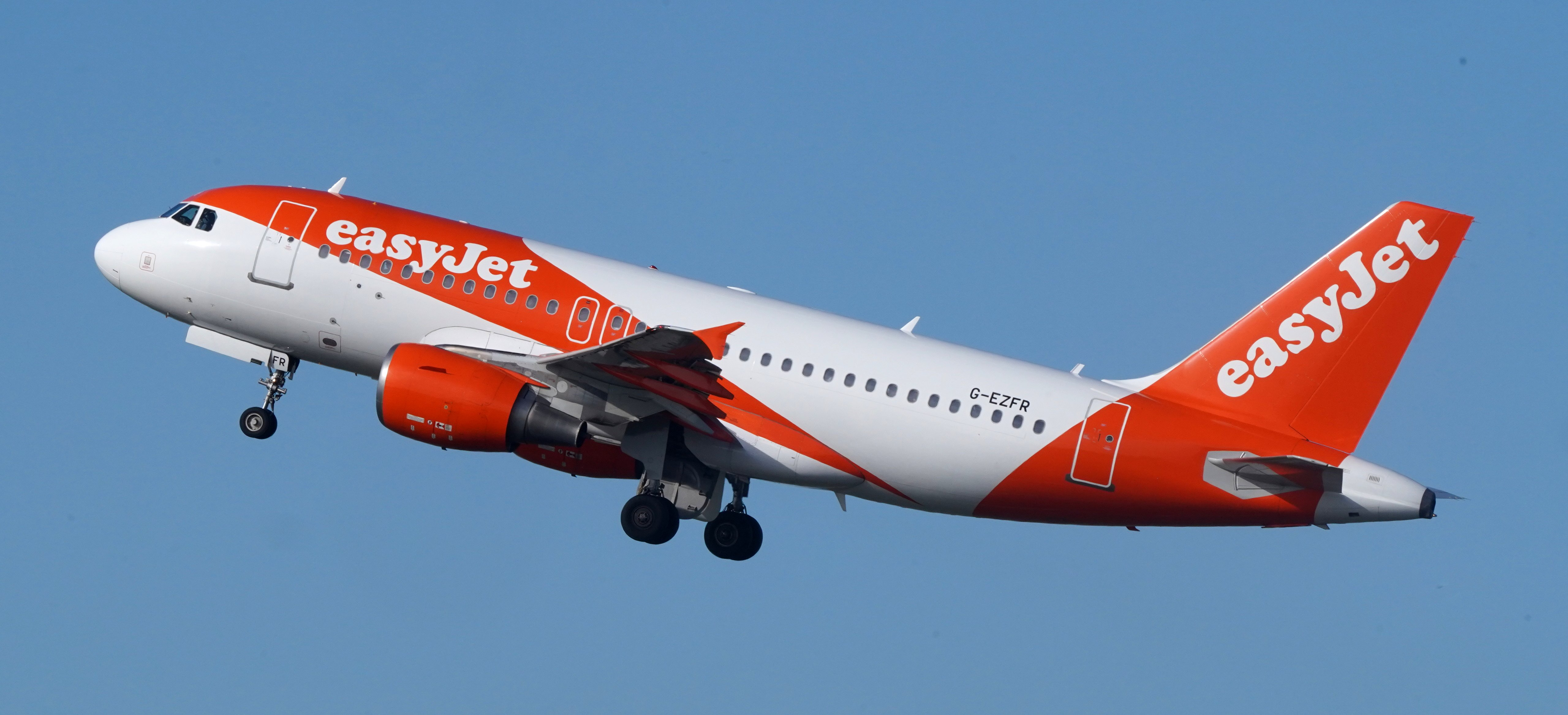
L'A319 és 3,73 m més curt que l'A320 i té una sola sortida d'emergència de sobre de les ales a cada banda.

L'A319, també conegut com a A320M-7, és 3,73 m més curt que l'A320. Es tracta d'una versió escurçada de l'A320 sense canvis significatius més enllà de l'eliminació de quatre quadernes del davant de les ales i tres del darrere. Com que és més petit que l'A320, però té una capacitat de combustible similar, pot transportar 124 passatgers en una configuració de dues classes a una distància de 6.650 km (3.590 mn), que puja fins a 6.850 km (3.700 mn) amb skarklets. Les opcions de motor són l'IAE V2500 (102,5-110,3 kN) i el CFM56 (98-120 kN). Aquestes plantes motrius són les mateixes que s'ofereixen per a l'A320, però amb la potència restringida en consonància amb el menor pes màxim a l'enlairament de l'A319.
L'A319 fou desenvolupat a petició de Steven F. Udvar-Házy, expresident i conseller delegat d'ILFC. De fet, ILFC es convertí en el primer comprador de l'A319 en encarregar-ne sis unitats el 1993. Airbus decidí engegar el programa el 10 de juny del 1993 amb la previsió que Swissair i Alitalia n'encarregarien més unitats. El muntatge final del primer A319 començà el 23 de març del 1995. L'avió entrà en servei amb Swissair l'abril del 1996 i competeix directament amb el Boeing 737-700.
A 30 de setembre del 2017 s'havien lliurat 1.460 unitats d'A321ceo. Un A319 nou, que el 1998 costava uns 35 milions de dòlars, es venia per la meitat el 2009 i per un preu proper al seu valor residual el 2019.

#### ACJ319

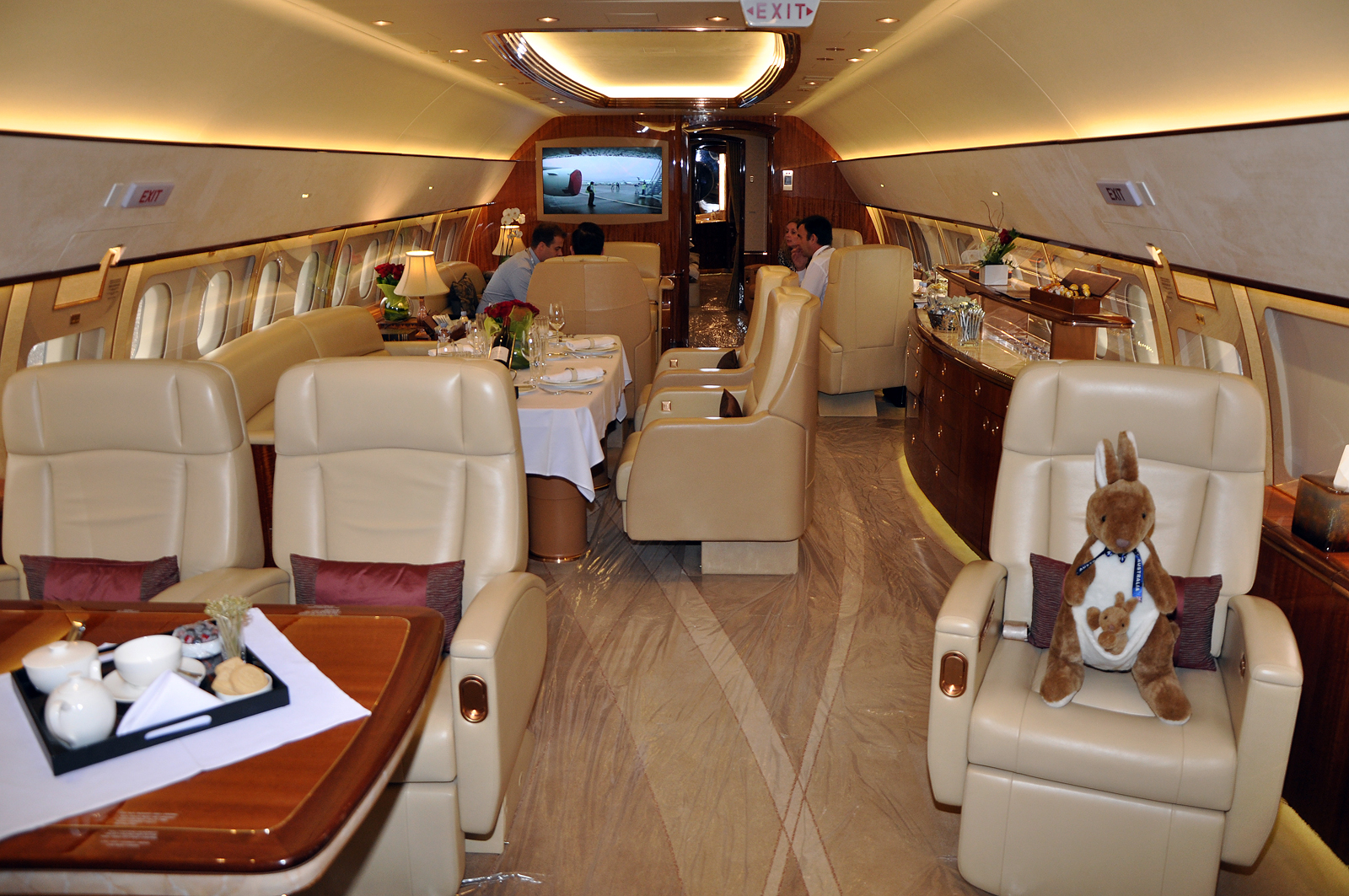
Cabina d'un ACJ319

L'ACJ319 és la versió de negocis de l'A319. Incorpora dipòsits de combustible addicionals (fins a sis dipòsits centrals addicionals) que es poden instal·lar o desinstal·lar al compartiment de càrrega i té un sostre de servei que puja fins a 12.500 m. El seu abast amb vuit passatgers a bord i dipòsits de combustible auxiliars arriba fins a 11.000 km (6.000 mn). En cas de revenda, es pot reconfigurar com un A319 estàndard desinstal·lant-ne els dipòsits de combustible addicionals i els equipaments de la cabina de negocis, fet que en maximitza el valor de revenda.
Pot acomodar fins a 39 passatgers i es pot reconfigurar segons els desitjos del client. Entre els seus usuaris hi ha Tyrolean Jet Services, MJET i Reliance Industries. L'ACJ319 competeix amb altres avions de negocis de cabina molt gran, com el Boeing Business Jet (basat en el 737-700) i l'Embraer Lineage 1000, així com avions de negocis de cabina gran i molt llarg abast, com el Gulfstream G650, el Gulfstream G550 i el Bombardier Global 6000. Es ven amb les mateixes opcions de motor que l'A320. Fou utilitzat per l'Esquadró de transport, entrenament i calibració per al transport d'altes autoritats franceses, així com l'Ala de Missions Aèries Especials de la Luftwaffe. Alemanya, Armènia, l'Azerbaidjan, el Brasil, Bulgària, Eslovàquia, Itàlia, Malàisia, la República Txeca, Tailàndia, Turquia, Ucraïna i Veneçuela tenen un ACJ319 com a avió presidencial o oficial.

### A318

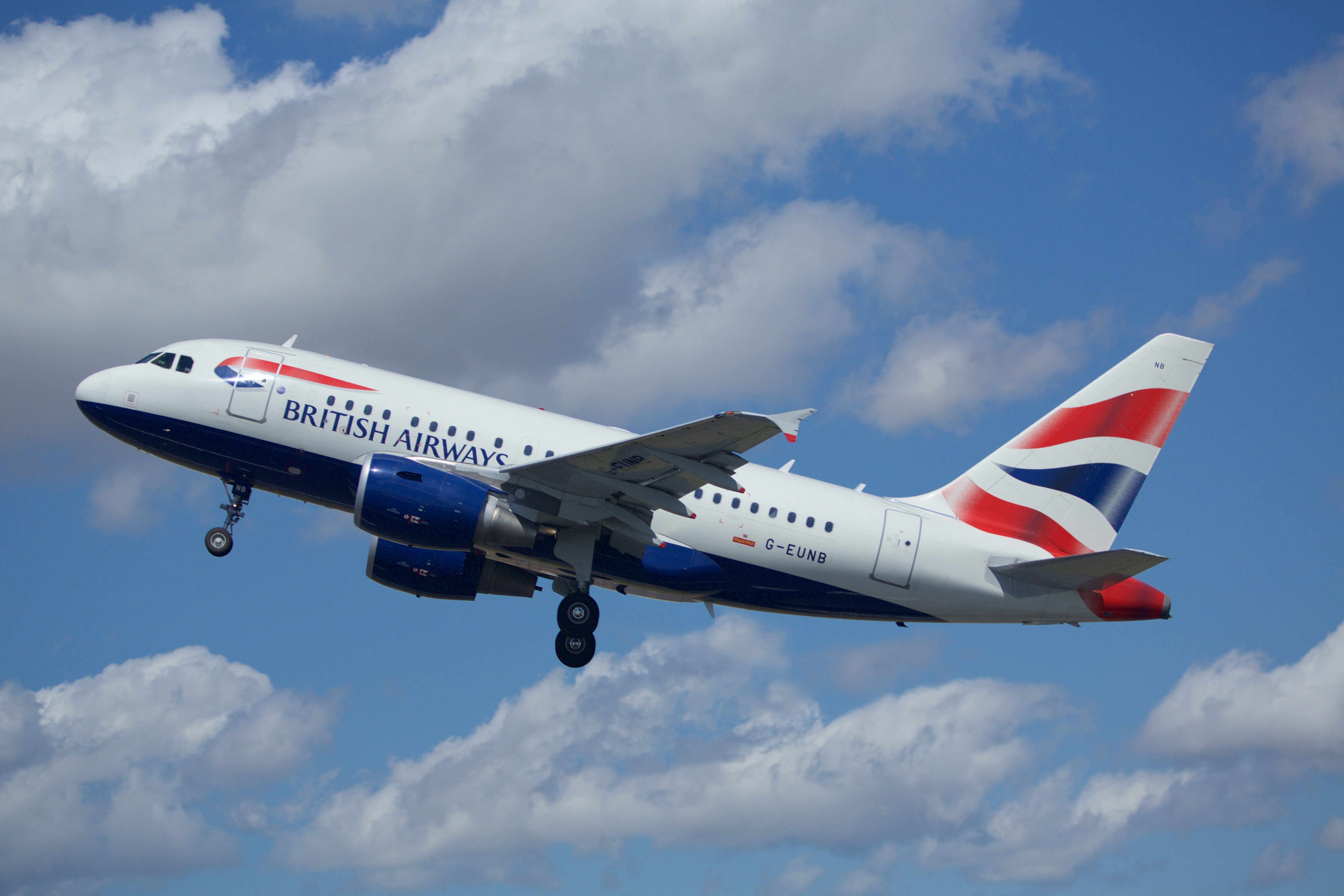
L'A318, que fa 31,44 m de llargada, és la variant més curta de la família.

L'A318 és l'avió més petit de la família A320. Pot transportar fins a 132 passatgers a una distància de fins a 5.700 km (3.100 mn). Entrà en servei amb Frontier Airlines el juliol del 2003. Es tracta de l'avió més gros que ha estat homologat per l'Agència Europea de Seguretat Aèria (AESA) per a aproximacions de pendent pronunciat, cosa que li permet volar a llocs com ara l'Aeroport de la Ciutat de Londres. En comparació amb els altres avions de la família, se n'han venut poques unitats (80 a 31 d'octubre del 2015).

### A320/A321P2F

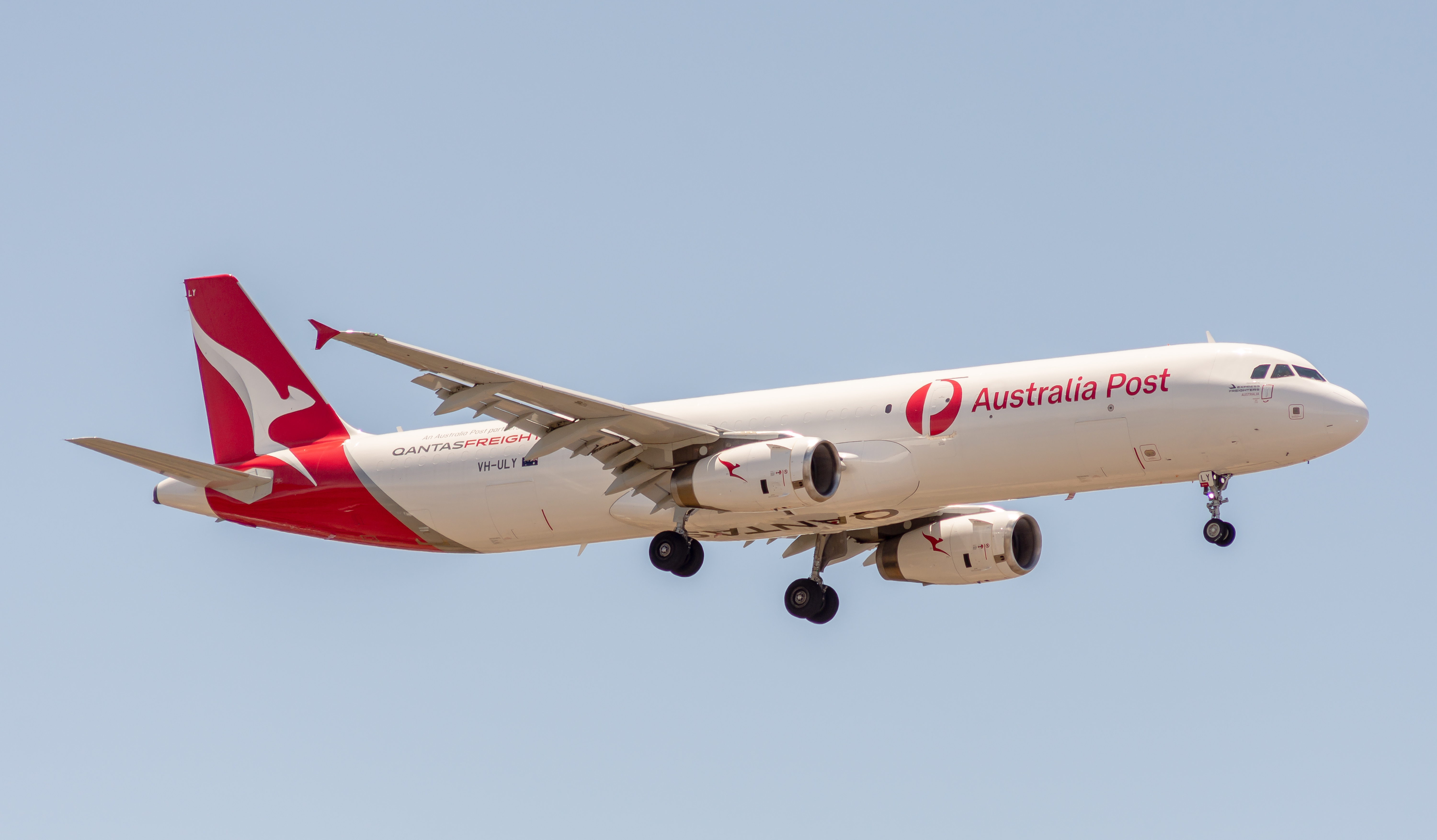
Airbus A321P2F d'Australia Post

L'empresa Airbus Freighter Conversion GmbH posà en marxa un programa per convertir A320 i A321 en avions de càrrega, amb la previsió que fos Elbe Flugzeugwerke (EFW) qui dugués a terme les conversions a les seves instal·lacions de Dresden (Alemanya) i Jukovski (Rússia). L'operador de llançament, AerCap, signà un contracte en ferm el 16 de juliol del 2008 per convertir 30 dels seus A320 i A321 per a passatgers en A320/A321P2F. Tanmateix, el 3 de juny del 2011, Airbus anuncià que tots els socis implicats abandonaven el programa perquè la demanda d'avions de segona mà per a transport de passatgers encara era molt alta.
El 17 de juny del 2015, ST Aerospace signà acords de col·laboració amb Airbus i EFW per al programa de conversió d'A320/A321 en avions de càrrega. L'agost del 2019 s'anuncià que Qantas seria l'operador de llançament de l'A321P2F, amb l'adquisició de fins a tres avions per a Australia Post, que entrarien en servei l'octubre del 2020. El primer avió convertit, encarregat per Vallair, emprengué el seu primer vol el 22 de gener del 2020 i obtingué el certificat de tipus suplementari de l'AESA el febrer del mateix any. Es preveu que substitueixi avions Boeing 757 convertits més antics, amb 14 posicions a la coberta principal i 10 a la inferior. Pot transportar una càrrega de 27,9 t a una distància de fins a 4.300 km (2.300 mn). Airbus creu que hi ha mercat per a 1.000 conversions d'avions de fuselatge estret en el període 2020-2040. El 27 d'octubre del 2020 es lliurà el primer A321P2F. La conversió inclou la retirada de les finestres i les portes de sortida i la instal·lació d'una gran porta de càrrega principal d'accionament hidràulic. EFW posà en marxa la primera conversió d'un A320 el març del 2021. El 8 de desembre del mateix any, l'A320P2F emprengué el seu primer vol a Singapur. Es preveia que entrés en servei amb Astral Aviation, un operador radicat a Nairobi (Kenya), el segon trimestre del 2022 en modalitat d'arrendament del Vaayu Group (Emirats Àrabs Units) el 2022. Rebé el seu certificat de tipus suplementari a finals de març del 2022.
L'A320P2F, una versió apta per a operacions nacionals i regionals de correu exprés, pot transportar fins a 27 tones a una distància de 3.519 km (1.900 mn) i té espai per a 14 palets o contenidors grossos a la coberta principal i 10 contenidors LD3-45 a la inferior.

## Història operacional
L'A320 obtingué el certificat de tipus de les Autoritats Conjuntes d'Aviació (JAA) el 26 de febrer del 1988 i entrà en servei el 18 d'abril del mateix any amb Air France. Al llarg dels anys següents, Airbus expandí ràpidament la família amb el llançament de l'A321 (185 seients) el 1989 i la seva entrada en servei el 1994, el llançament de l'A319 (124 seients) el 1993 i la seva entrada en servei el 1996 i el llançament de l'A318 (107 seients) el 1999 i la seva entrada en servei el 2003.
A març del 2024, la flota global d'A320 havia completat més de 176 milions de vols i acumulat més de 328 milions d'hores de vol, amb una fiabilitat del 99,7% en els dotze mesos precedents.

### Competència

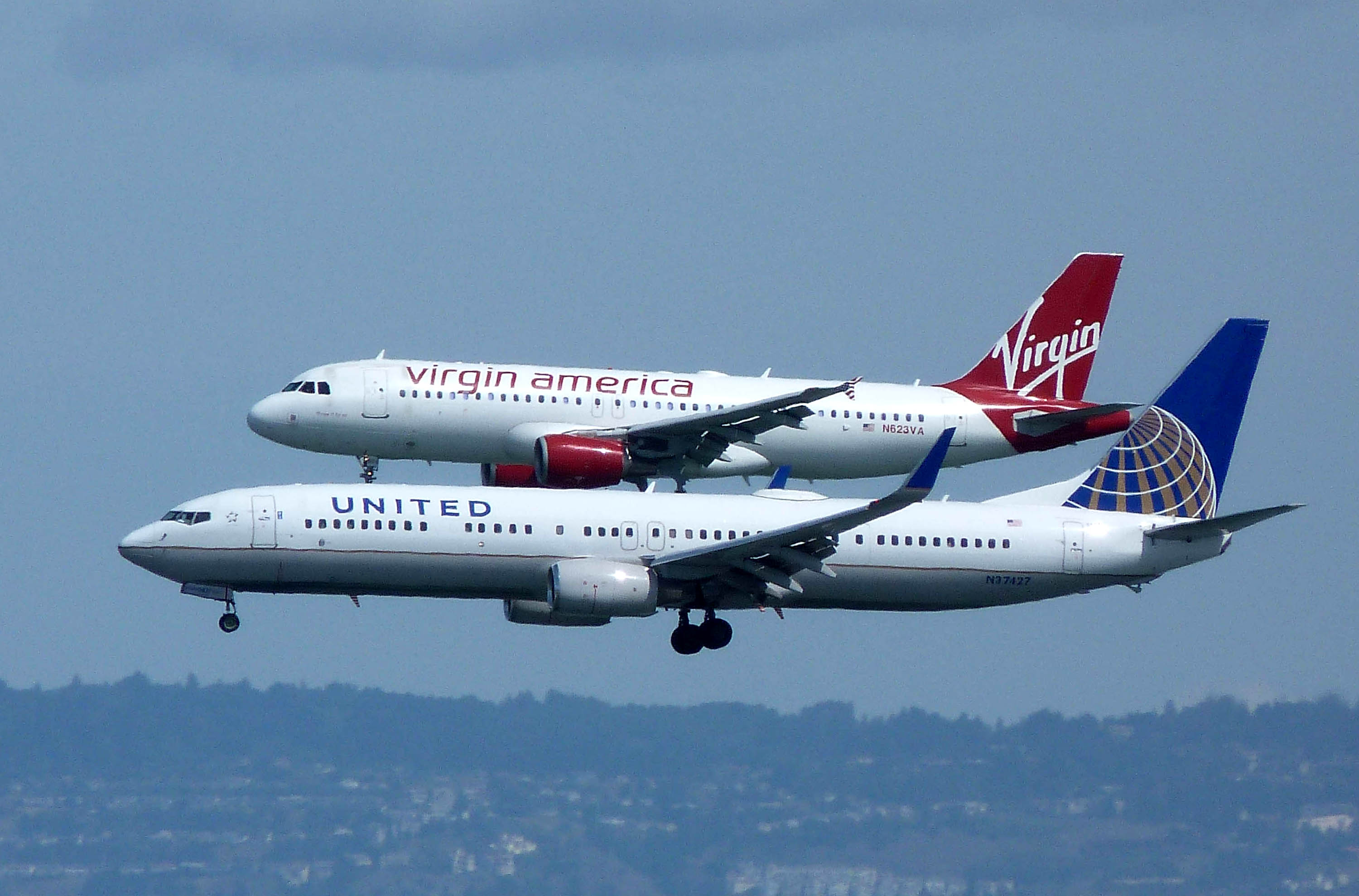
El principal competidor de la família A320 (al fons) és el Boeing 737 Next Generation (en primer pla)

La família A320 fou desenvolupada per competir amb els Boeing 737 Classic (-300/-400/-500) i la sèrie McDonnell Douglas MD-80/90. Des de la seva entrada en servei, s'ha enfrontat a la competència dels Boeing 737 Next Generation (-600/-700/-800/-900) i el 717. A més a més, l'A318 competeix amb l'Embraer E-195 i, tot com l'A19, competia amb la CSeries de Bombardier fins que aquest programa fou adquirit per Airbus i convertit en l'Airbus A220 l'octubre del 2017.
A juliol del 2025, Airbus havia lliurat 12.151 avions de la família A320 des de principis del 1988. Mentrestant, Boeing havia entregat 12.171 avions 737 des de finals del 1967.
A setembre del 2018 hi havia 7.251 A320ceo en servei, en comparació amb 6.757 737NG, i Airbus tenia 3.174 comandes per a A320neo, en comparació amb 2.999 comandes de Boeing 737 MAX fins al 2022. L'A320 es convertí en un èxit de vendes per a Airbus pel fet que era un avió atractiu per a les noves aerolínies de baix cost, juntament amb la disponibilitat de diverses opcions de motors, que resultava més útil per a les aerolínies i els arrendadors que el Boeing 737, que tan sols es venia amb una opció de motor. Airbus aconseguí 1.000 comandes en els sis mesos que passaren entre l'anunci del llançament de l'A320 i el del Boeing 737 MAX. S'han venut tres vegades més A321 que 737-900, mentre que l'A321neo també ha venut més unitats que el 737-9 MAX.

### Manteniment
Les revisions A es duen a terme cada 750 hores de vol, mentre que les inspeccions estructurals tenen lloc cada sis anys.

### Successor
El 2006, Airbus estudiava un futur successor de la família A320 amb el nom provisional d'«NSR» o «A30X». Segons el president d'Airbus North America, Barry Eccleston, aquest avió no estaria disponible, com a mínim, fins al 2017. El gener del 2010, John Leahy, cap d'operacions encarregat dels clients d'Airbus, declarà que l'empresa probablement no desenvoluparia un nou avió de fuselatge estret abans del 2024 o el 2025.

## Operadors

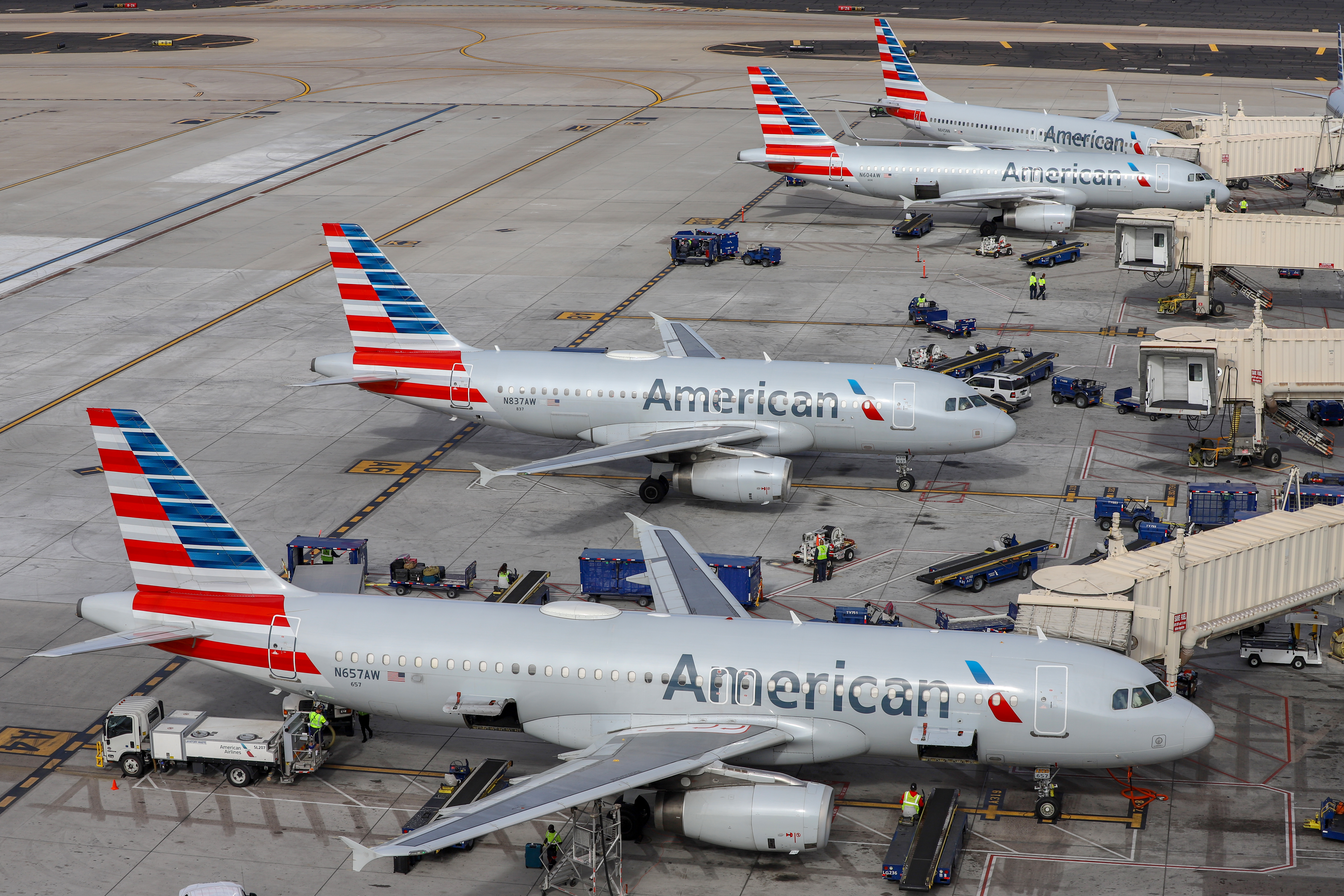
American Airlines és el principal operador d'avions de la família Airbus A320

A juliol del 2025 hi havia 11.187 avions de les famílies A320 i A320neo en servei amb més de 375 aerolínies, incloent-hi 42 A318, 1.251 A319ceo, 26 A319neo, 4.186 A320ceo, 2.130 A320neo, 1.703 A321ceo i 1.609 A321neo. Els seus principals operadors són American Airlines (483), China Eastern Airlines (390), IndiGo (358), EasyJet (357) i China Southern Airlines (339). Air France, British Airways i Frontier Airlines són els únics operadors que han tingut les quatre variants de la família A320ceo a les seves respectives flotes. Middle East Airlines en rebé la 5.000a unitat el 2012 i la 10.000a el 9 d'octubre del 2020, en ocasió del seu 75è aniversari. Tots els avions de la família A320neo continuaven en servei, menys un A321neo, mentre que 39 A318ceo, 246 A319ceo, 579 A320ceo i 82 A321ceo ja havien estat retirats o declarats sinistres totals.

### Comandes i lliuraments
L'A320ceo és la família d'avions de reacció venuda més ràpidament de tot el món, segons dades d'entre el 2005 i el 2007, rècord que fou batut per l'A320neo amb 1.420 comandes i compromisos de compra en menys d'un any durant la Fira Aeronàutica de Dubai celebrada el novembre del 2011. La família A320 assolí la xifra de 10.000 comandes el novembre del 2013, quan JetBlue encarregà 35 A321, i arribà a la fita de 10.000 lliuraments l'agost del 2021, 33 anys després de la seva entrada en servei. L'avió més venut de tots els temps, el Boeing 737, havia trigat 50 anys a fer-ho. El 16 de desembre del 2021 sortí de la cadena de muntatge d'Airbus Mobile (Alabama) l'últim avió de la família A320ceo, un A321ceo. El juliol del 2022, les comandes totals de la família A320neo arribaren a 8.502 unitats, xifra superior a les 8.120 de la família A320ceo. El juny del 2023, les comandes totals de l'A321neo arribaren a 5.163 unitats, contra les 4.763 de l'A320ceo. El mes següent, les 5.259 comandes totals de l'A321neo superaren les 5.205 del Boeing 737-800 i establiren un nou rècord mundial. El desembre del 2024, la família A320neo esdevingué la primera generació d'avions de passatgers a assolir la fita de 10.000 comandes.
Així mateix, la família A320 té el record de la comanda més gran de la història, feta el 19 de juny del 2023 al Saló de Le Bourget per IndiGo, per un total de 500 avions. L'anterior comanda d'A320 de la mateixa aerolínia, cursada el novembre del 2017 per 430 unitats, ja havia estat la més gran fins a aquell moment.
A maig del 2025 quedaven pendents de lliurar 2 A319ceo i 4 A320ceo corresponents a dues aerolínies desaparegudes. Airbus entregà 286 unitats de variants A320neo (6 A319neo, 102 A320neo i 178 A321neo) en els set primers mesos del 2025. La cartera de comandes es mantenia clarament per sobre de 7.000 unitats.
| A318           | 80       | –       | 80       | –     | –     | –     | –     | –     | –     | –     | –     | –     | 1     |
| A319           | 1.486    | 2       | 1.484    | –     | –     | –     | –     | 2     | 3     | 4     | 8     | 10    | 4     |
| A320           | 4.756    | 4       | 4.752    | –     | –     | –     | –     | –     | 3     | 49    | 133   | 184   | 251   |
| A321           | 1.784    | –       | 1.784    | –     | –     | –     | –     | 22    | 9     | 38    | 99    | 183   | 222   |
| -- A320ceo --  | 8.106    | 6       | 8.100    | –     | –     | –     | –     | 24    | 15    | 91    | 240   | 377   | 477   |
| A319neo        | 57       | 25      | 32       | 6     | 9     | 7     | 6     | 2     | –     | 2     | –     | –     | –     |
| A320neo        | 4.055    | 1.823   | 2.232    | 102   | 232   | 247   | 246   | 258   | 253   | 381   | 284   | 161   | 68    |
| A321neo        | 7.067    | 5.280   | 1.787    | 178   | 361   | 317   | 264   | 199   | 178   | 168   | 102   | 20    | –     |
| -- A320neo --  | 11.179   | 7.128   | 4.051    | 286   | 602   | 571   | 516   | 459   | 431   | 551   | 386   | 181   | 68    |
| (Família A320) | (19.285) | (7.134) | (12.151) | (286) | (602) | (571) | (516) | (483) | (446) | (642) | (626) | (558) | (545) |

| Tipus          | Lliuraments | Lliuraments | Lliuraments | Lliuraments | Lliuraments | Lliuraments | Lliuraments | Lliuraments | Lliuraments | Lliuraments | Lliuraments | Lliuraments | Lliuraments | Lliuraments | Lliuraments | Lliuraments | Lliuraments | Lliuraments | Lliuraments | Lliuraments | Lliuraments | Lliuraments | Lliuraments | Lliuraments | Lliuraments | Lliuraments | Lliuraments | Lliuraments |
| Tipus          | 2015        | 2014        | 2013        | 2012        | 2011        | 2010        | 2009        | 2008        | 2007        | 2006        | 2005        | 2004        | 2003        | 2002        | 2001        | 2000        | 1999        | 1998        | 1997        | 1996        | 1995        | 1994        | 1993        | 1992        | 1991        | 1990        | 1989        | 1988        |
| -------------- | ----------- | ----------- | ----------- | ----------- | ----------- | ----------- | ----------- | ----------- | ----------- | ----------- | ----------- | ----------- | ----------- | ----------- | ----------- | ----------- | ----------- | ----------- | ----------- | ----------- | ----------- | ----------- | ----------- | ----------- | ----------- | ----------- | ----------- | ----------- |
| A318           | -           | 1           | 2           | 2           | 2           | 6           | 13          | -           | 17          | 8           | 9           | 10          | 9           | -           | -           | -           | -           | -           | -           | -           | -           | -           | -           | -           | -           | -           | -           | -           |
| A319           | 24          | 34          | 38          | 38          | 47          | 51          | 88          | 98          | 105         | 137         | 142         | 87          | 72          | 85          | 89          | 112         | 88          | 53          | 47          | 18          | -           | -           | -           | -           | -           | -           | -           | -           |
| A320           | 282         | 306         | 352         | 332         | 306         | 297         | 221         | 209         | 194         | 164         | 121         | 101         | 119         | 116         | 119         | 101         | 101         | 80          | 58          | 38          | 34          | 48          | 71          | 111         | 119         | 58          | 58          | 16          |
| A321           | 184         | 150         | 102         | 83          | 66          | 51          | 87          | 66          | 51          | 30          | 17          | 35          | 33          | 35          | 49          | 28          | 33          | 35          | 22          | 16          | 22          | 16          | -           | -           | -           | -           | -           | -           |
| -- A320ceo --  | 491         | 490         | 493         | 455         | 421         | 401         | 402         | 386         | 367         | 339         | 289         | 233         | 233         | 236         | 257         | 241         | 222         | 168         | 127         | 72          | 56          | 64          | 71          | 111         | 119         | 58          | 58          | 16          |
| -- A320neo --  | -           | -           | -           | -           | -           | -           | -           | -           | -           | -           | -           | -           | -           | -           | -           | -           | -           | -           | -           | -           | -           | -           | -           | -           | -           | -           | -           | -           |
| (Família A320) | (491)       | (490)       | (493)       | (455)       | (421)       | (401)       | (402)       | (386)       | (367)       | (339)       | (289)       | (233)       | (233)       | (236)       | (257)       | (241)       | (222)       | (168)       | (127)       | (72)        | (56)        | (64)        | (71)        | (111)       | (119)       | (58)        | (58)        | (16)        |

A 31 de juliol del 2025.

## Incidents i accidents
A març del 2024, la família Airbus A320 havia estat implicada en 180 incidents i accidents aeris, incloent-hi 38 accidents amb pèrdua del buc, amb un total de 1.490 morts.
El 26 de juny del 1988, l'A320-111 que operava el vol 296 d'Air France col·lidí amb arbres al final de la pista d'aterratge de l'Aeroport de Mülhausen-Habsheim, amb la mort de 3 de les 130 persones que es trobaven a bord de l'avió. El febrer del 1990, un A320-231 d'Indian Airlines s'estavellà a uns 900 metres de la pista d'aterratge prop de Bengaluru. L'incendi posterior contribuí a la mort de 92 dels 146 passatgers que hi viatjaven. Els mitjans posaren en dubte la seguretat del sistema de control per senyals elèctrics, però la comissió d'investigació de l'accident conclogué que no hi havia hagut «cap fallada de l'aeronau o el seu equipament que hagués pogut contribuir a una reducció de la seguretat o un augment de la càrrega de treball de la tripulació durant la fase final del vol […] la resposta dels motors fou normal i conforme als requisits de certificació».
La família Airbus A320 ha patit 50 incidents en els quals han fallat diverses pantalles de vol alhora. A finals del 2023, tenia una taxa d'accidents mortals amb pèrdua de buc de 0,095/1.000.000 i una taxa d'accidents amb pèrdua de buc de 0,14/1.000.000.

## Especificacions
| Subtipus                                                              | Subtipus                                                              | A318                                                                                             | A319                                                                                             | A320                                                                                             | A321                                                                                             |
| --------------------------------------------------------------------- | --------------------------------------------------------------------- | ------------------------------------------------------------------------------------------------ | ------------------------------------------------------------------------------------------------ | ------------------------------------------------------------------------------------------------ | ------------------------------------------------------------------------------------------------ |
| Nombre de pilots                                                      | Nombre de pilots                                                      | Dos                                                                                              | Dos                                                                                              | Dos                                                                                              | Dos                                                                                              |
| Capacitat màxima determinada per les sortides d'emergència (AESA/FAA) | Capacitat màxima determinada per les sortides d'emergència (AESA/FAA) | 136                                                                                              | 160                                                                                              | 195/190                                                                                          | 230                                                                                              |
| Nombre màxim de seients amb una classe                                | Nombre màxim de seients amb una classe                                | 132 amb 29-30″                                                                                   | 156 amb 28-30″                                                                                   | 186 amb 29″                                                                                      | 236 amb 28″                                                                                      |
| Capacitat típica amb una classe                                       | Capacitat típica amb una classe                                       | 117 amb 32″                                                                                      | 134 amb 32″                                                                                      | 164 amb 32″                                                                                      | 199 amb 32″                                                                                      |
| Capacitat típica amb dues classes                                     | Capacitat típica amb dues classes                                     | 107 (8F amb 38″; 99Y amb 32″)                                                                    | 124 (8F amb 38″; 116Y amb 32″)                                                                   | 150 (12F amb 36″; 138Y amb 32″)                                                                  | 185 (16F amb 36″; 169Y amb 32″)                                                                  |
| Volum de càrrega                                                      | Volum de càrrega                                                      | 21,2 m³                                                                                          | 27,7 m³                                                                                          | 37,4 m³                                                                                          | 51,7 m³                                                                                          |
| ULD                                                                   | ULD                                                                   |                                                                                                  | 4 × LD3-45                                                                                       | 7 × LD3-45                                                                                       | 10 × LD3-45                                                                                      |
| Llargada                                                              | Llargada                                                              | 31,44 m                                                                                          | 33,84 m                                                                                          | 37,57 m                                                                                          | 44,51 m                                                                                          |
| Envergadura                                                           | Envergadura                                                           | 34,10 m                                                                                          | 35,80 m                                                                                          | 35,80 m                                                                                          | 35,80 m                                                                                          |
| Superfície alar                                                       | Superfície alar                                                       | 122 m² / relació d'aspecte: 9,5                                                                  | 124 m² / relació d'aspecte: 10,3                                                                 | 124 m² / relació d'aspecte: 10,3                                                                 | 128 m² / relació d'aspecte: 10                                                                   |
| Angle de fletxa de la corda                                           | Angle de fletxa de la corda                                           | 25°                                                                                              | 25°                                                                                              | 25°                                                                                              | 25°                                                                                              |
| Alçada                                                                | Alçada                                                                | 12,56 m                                                                                          | 11,76 m                                                                                          | 11,76 m                                                                                          | 11,76 m                                                                                          |
| Fuselatge                                                             | Fuselatge                                                             | 4,14 m d'alçada / 3,95 m de diàmetre / 3,70 m d'amplada de cabina                                | 4,14 m d'alçada / 3,95 m de diàmetre / 3,70 m d'amplada de cabina                                | 4,14 m d'alçada / 3,95 m de diàmetre / 3,70 m d'amplada de cabina                                | 4,14 m d'alçada / 3,95 m de diàmetre / 3,70 m d'amplada de cabina                                |
| MTOW                                                                  | MTOW                                                                  | 68 t                                                                                             | 75,5 t                                                                                           | 78 t                                                                                             | 93,5 t                                                                                           |
| Càrrega màxima                                                        | Càrrega màxima                                                        | 15 t                                                                                             | 17,7 t                                                                                           | 19,9 t                                                                                           | 25,3 t                                                                                           |
| Capacitat de combustible                                              | Capacitat de combustible                                              | 24.210 L                                                                                         | 24.210-30.190 L                                                                                  | 24.210-27.200 L                                                                                  | 24.050-30.030 L                                                                                  |
| OEW                                                                   | OEW                                                                   | 39,5 t                                                                                           | 40,8 t                                                                                           | 42,6 t                                                                                           | 48,5 t                                                                                           |
| Pes mínim                                                             | Pes mínim                                                             | 34,5 t                                                                                           | 35,4 t                                                                                           | 37,23 t                                                                                          | 47,5 t                                                                                           |
| Velocitat                                                             | Velocitat                                                             | Creuer: Mach 0,78 (447 nusos o 829 km/h) / Mach màxim operatiu: Mach 0,82 (470 nusos o 871 km/h) | Creuer: Mach 0,78 (447 nusos o 829 km/h) / Mach màxim operatiu: Mach 0,82 (470 nusos o 871 km/h) | Creuer: Mach 0,78 (447 nusos o 829 km/h) / Mach màxim operatiu: Mach 0,82 (470 nusos o 871 km/h) | Creuer: Mach 0,78 (447 nusos o 829 km/h) / Mach màxim operatiu: Mach 0,82 (470 nusos o 871 km/h) |
| Abast                                                                 | Abast                                                                 | 5.741 km (3.100 mn)                                                                              | 6.945 km (3.750 mn)                                                                              | 6.112 km (3.300 mn)                                                                              | 5.926 km (3.200 mn)                                                                              |
| Pista d'enlairament                                                   | Pista d'enlairament                                                   | 1.780 m                                                                                          | 1.850 m                                                                                          | 2.100 m                                                                                          |                                                                                                  |
| Pista d'aterratge                                                     | Pista d'aterratge                                                     | 1.230 m                                                                                          | 1.360                                                                                            | 1.500 m                                                                                          |                                                                                                  |
| Sostre                                                                | Sostre                                                                | 39.100-41.000 peus (11.900-12.500 m)                                                             | 39.100-41.000 peus (11.900-12.500 m)                                                             | 39.100-41.000 peus (11.900-12.500 m)                                                             | 39.100-41.000 peus (11.900-12.500 m)                                                             |
| Motors (× 2)                                                          | Motors (× 2)                                                          | CFM International CFM56-5B, amb un ventilador d'1,73 m de diàmetre                               | CFM International CFM56-5B, amb un ventilador d'1,73 m de diàmetre                               | CFM International CFM56-5B, amb un ventilador d'1,73 m de diàmetre                               | CFM International CFM56-5B, amb un ventilador d'1,73 m de diàmetre                               |
| Motors (× 2)                                                          | Motors (× 2)                                                          | PW6000A, amb un ventilador d'1,44 m de diàmetre                                                  | IAE V2500-A5, amb un ventilador d'1,61 m de diàmetre                                             | IAE V2500-A5, amb un ventilador d'1,61 m de diàmetre                                             | IAE V2500-A5, amb un ventilador d'1,61 m de diàmetre                                             |
| Empenyiment (× 2)                                                     | Empenyiment (× 2)                                                     | 96-106 kN                                                                                        | 98-120 kN                                                                                        | 98-120 kN                                                                                        | 133-147 kN                                                                                       |
| Codi OACI                                                             | Codi OACI                                                             | A318                                                                                             | A319                                                                                             | A320                                                                                             | A321                                                                                             |

### Designacions de model d'aeronau
| Model    | Data de certificació    | Motors                    |
| -------- | ----------------------- | ------------------------- |
| A318-111 | 23 de maig del 2003     | CFM56-5B8/P               |
| A318-112 | 23 de maig del 2003     | CFM56-5B9/P               |
| A318-121 | 21 de desembre del 2005 | PW6122A                   |
| A318-122 | 21 de desembre del 2005 | PW6124A                   |
| A319-111 | 10 d'abril del 1996     | CFM56-5B5 o 5B5/P         |
| A319-112 | 10 d'abril del 1996     | CFM56-5B6, 5B6/P o 5B6/2P |
| A319-113 | 31 de maig del 1996     | CFM56-5A4 o 5A4/F         |
| A319-114 | 31 de maig del 1996     | CFM56-5A5 o 5A5/F         |
| A319-115 | 30 de juliol del 1999   | CFM56-5B7 o 5B7/P         |
| A319-131 | 18 de desembre del 1996 | IAE V2522-A5              |
| A319-132 | 18 de desembre del 1996 | IAE V2524-A5              |
| A319-133 | 30 de juliol del 1999   | IAE V2527M-A5             |
| A320-111 | 26 de febrer del 1988   | CFM56-5A1 o 5A1/F         |
| A320-211 | 8 de novembre del 1988  | CFM56-5A1 o 5A1/F         |
| A320-212 | 20 de novembre del 1990 | CFM56-5A3                 |
| A320-214 | 10 de març del 1995     | CFM56-5B4, 5B4/P o 5B4/2P |
| A320-215 | 22 de juny del 2006     | CFM56-5B5                 |
| A320-216 | 14 de juny del 2006     | CFM56-5B6                 |
| A320-231 | 20 d'abril del 1989     | IAE V2500-A1              |
| A320-232 | 28 de setembre del 1993 | IAE V2527-A5              |
| A320-233 | 12 de juny del 1996     | IAE V2527E-A5             |
| A321-111 | 27 de maig del 1995     | CFM56-5B1, 5B1/P o 5B1/2P |
| A321-112 | 15 de febrer del 1995   | CFM56-5B2 o 5B2/P         |
| A321-131 | 17 de desembre del 1993 | IAE V2530-A5              |
| A321-211 | 20 de març del 1997     | CFM56-5B3, 5B3/P o 5B3/2P |
| A321-212 | 31 d'agost del 2001     | CFM56-5B1, 5B1/P o 5B1/2P |
| A321-213 | 31 d'agost del 2001     | CFM56-5B2 o 5B2/P         |
| A321-231 | 20 de març del 1997     | IAE V2533-A5              |
| A321-232 | 31 d'agost del 2001     | IAE V2530-A5              |